# Police nationale (France)
Pour les articles homonymes, voir Agence nationale de la police.
Pour les autres articles nationaux ou selon les autres juridictions, voir Police nationale.
En France, la Police nationale est une police d'État. Elle est la plus importante direction générale au sein du ministère de l'Intérieur. Les policiers titulaires et stagiaires qui la composent sont des fonctionnaires de l'État.
La première institution ayant ce nom, dissoute à la Libération, est créée le 14 août 1941, sous le régime de Vichy, par un décret signé par le chef du gouvernement, Philippe Pétain. Ce décret porte application de la loi du 23 avril 1941,, portant création de la Police nationale : sont en conséquence unies les forces de la Sûreté nationale (avec les anciens services de la Sûreté générale devenue en 1934 Sûreté nationale et les unités de polices municipales devenues « étatisées » pour les corps de police des villes de plus de 10 000 habitants) et les services de police de la préfecture de police à Paris. Elle est dissoute après la Libération, par ordonnance du gouvernement provisoire de la République française, le 16 novembre 1944. L'institution actuelle est organisée par la loi no 66-492 du 9 juillet 1966, portant organisation de la police en France. Cette loi unifie alors les services de la Sûreté nationale et la préfecture de police.
Ses missions annoncées sont la protection des biens, la défense des institutions et des intérêts nationaux et le maintien de l'ordre public. Elle agit en coopération avec d'autres forces de police française, notamment les polices municipales, ainsi qu'avec la Gendarmerie nationale.
Les fonctionnaires de police sont répartis en trois corps « actifs » à statut spécial (leur interdisant de faire grève) et son effectif est aussi composé de personnels de la police technique et scientifique et de personnels administratifs et techniques. La Police nationale est dirigée par un directeur général de la Police nationale assisté d'un directeur général adjoint.
Si, à l'instar de la Gendarmerie nationale, elle a compétence sur l'ensemble du territoire national, elle exerce ses missions, principalement, dans les zones urbaines et leurs périphéries qui sont en langage administratif des zones police nationale (ZPN), tandis que la Gendarmerie exerce dans les zones rurales et péri-urbaines, qui sont, elles, des zones gendarmerie nationale (ZGN).
Le numéro d'appel d'urgence de la Police nationale est le 17, qui est d'ailleurs partagé avec la Gendarmerie nationale. Les appels au 17 police-secours sont ainsi traités par l'une ou l'autre force de l'ordre en fonction de la localisation de l'appelant.

## Missions et fondement
La Déclaration des droits de l'homme et du citoyen de 1789 affirme par son deuxième article que la sûreté fait partie des droits naturels et imprescriptibles de l'être humain et par son douzième que la garantie des droits de l'homme et du citoyen nécessite une force publique instituée pour l'avantage de tous et non pour l'utilité particulière de ceux auxquels elle est confiée. Il est donc obligatoire pour la République française de se doter d'une force publique instituée.
Une définition des missions de la Police nationale est donnée par le Code de déontologie de la Police nationale et de la Gendarmerie nationale : « La Police nationale et la Gendarmerie nationale ont pour mission d'assurer la défense des institutions et des intérêts nationaux, le maintien de la paix et de l'ordre public, la protection des personnes et des biens. »
Du grec πολιτεία / politeía, signifiant « ensemble des citoyens, mesures de gouvernement, régime politique », la Police applique la loi pénale votée par le Parlement et les règlements qui précisent la loi ; elle est placée sous l'autorité des pouvoirs publics en place.
La police remplit trois missions prioritaires et fondamentales : la protection des personnes et des biens ; la police judiciaire ; le renseignement et l'information. Son activité se répartit selon cinq axes : assurer la sécurité des personnes, des biens et des institutions, maîtriser les flux migratoires et lutter contre l’immigration illégale, lutter contre la criminalité organisée, la grande délinquance et la drogue, protéger le pays contre la menace extérieure et le terrorisme et maintenir l'ordre public.
La force publique française comprend la Police nationale (créée en 1941 par la fusion des polices municipales de l'époque, de la Sûreté Nationale et de la Préfecture de Police, la structure de Police Nationale ayant été dissoute en novembre 1944), la Gendarmerie nationale (créée en 1791 à partir de l'ancienne maréchaussée) et les polices municipales actuelles[réf. nécessaire].

### Différences entre Police nationale et Gendarmerie nationale
Il y a des différences de statut entre la Police nationale et la Gendarmerie : les policiers nationaux sont des fonctionnaires civils d’État, à la différence des gendarmes qui sont des militaires, sous-officiers ou officiers.
Leur zone géographique d'exercice est sensiblement différente : si les deux forces ont compétence sur l'ensemble du territoire, la Police nationale exerce essentiellement dans les grandes villes et leur périphérie. La Gendarmerie nationale officie quant à elle en zone rurale et périurbaine, ainsi que sur les grands axes routiers,.
Par cette répartition géographique du territoire, près de 46 % des faits liés à la délinquance et à la criminalité du pays sont ainsi constatés et gérés par la Police nationale, 14 % par la préfecture de Police de Paris (en ZPN : zone police nationale, hors contravention routière) contre 40 % par la Gendarmerie (en ZGN : zone gendarmerie nationale).
Le gendarme est, en tant que militaire, soumis à une obligation permanente de disponibilité. Par conséquent, les gendarmes (à la différence des militaires du corps de soutien technique et administratif de la Gendarmerie) bénéficient d'un logement pour nécessité absolue de service. À l'inverse, les policiers se logent librement. Les uniformes, les équipements et les grades des deux institutions leur sont propres, bien que l'appellation des grades des officiers de police, corps de catégorie A depuis le 1er janvier 2006, se rapprochent de l'appellation des grades militaires (lieutenant, capitaine, commandant).
Il convient de noter que les compétences judiciaires des policiers et des gendarmes, comme leur assermentation, leur permettent de constater toute infraction de toute nature (crime, délit, contravention), dans les domaines les plus variés : rural, environnemental, en matière d'urbanisme, de constructions, arrêtés préfectoraux et municipaux pour tout secteur d'activité, fiscal, comptable, douanier…
En fait, la majorité des missions civiles des deux forces est similaire. Ces dernières s'adaptent aux problématiques rencontrées qui peuvent largement différer en fonction de leur lieu d'exercice respectif (urbain, péri-urbain ou rural).
Contrairement à la police nationale, la gendarmerie nationale a également des missions militaires (maintien de la paix sur les théâtres d'opération extérieure, missions au sein de détachements travaillant pour l'ONU, prévôté (police militaire auprès des armées), protection de l'armement nucléaire, concours aux autorités militaires, renseignement militaire, réserve militaire opérationnelle, gestion des réserves…).

## Historique
La Direction générale de la Police nationale est créée par l'acte pris par le gouvernement de Vichy dit loi du 23 avril 1941 portant organisation générale des services de police en France, publié au Journal officiel de l'État français du 6 mai 1941. La loi étatise tous les services de police municipale des communes de plus de 10 000 habitants. Antérieurement, seules quelques communes avaient vu leur police étatisée : Lyon et six communes de son agglomération en 1851, cinq communes en 1852, Marseille en 1908, Toulon et La Seyne en 1918, Nice en 1920, Strasbourg, Metz et Mulhouse en 1925, Alger en 1930, dix-neuf communes de Seine-et-Marne et 161 communes de Seine-et-Oise en 1935, Oran, Constantine, Bône et quatre autres communes d'Algérie française en 1936, et Toulouse en 1940. À la Libération, le 16 novembre 1944, le gouvernement provisoire de la République dissout la Direction Générale de la Police Nationale et recrée la Direction de la Sûreté Nationale, initialement créée en 1934 pour unir toutes les forces de police civile en province, ne dépendant pas des maires. Pour le département de la Seine, la Préfecture de Police à Paris regroupe alors tous les services actifs de police.
La Police nationale est depuis 2006 dotée d'un Service historique de la Police nationale. Il anime les activités de recherches historiques internes à l’institution et organise la conservation du patrimoine de la Police nationale.

### Devise et saint patron
Le décret no 2002-313 du 26 février 2002 fixe l’attribution d’un drapeau au « ministère de l'Intérieur - Police nationale ». Sa devise : « Pro Patria vigilant » : « Pour la Patrie ils veillent ».
Dans son expression latine, cette maxime qui se rattache à la longue histoire de la Police française, symbolise la mission de ses agents.
« Ils veillent » : verbe qui rappelle tout d’abord la mission première de saint Martin, choisi comme patron des policiers de France le 26 avril 1993. Le 22 mars 1993, la Conférence des évêques de France approuvait la proposition qui lui était faite de choisir Martin de Tours, comme saint patron des policiers (cette décision était entérinée le 26 avril de la même année par le ministre de l’Intérieur Charles Pasqua).

### Origine et étymologie
Le mot πολιτεία / politeía, à l'origine du mot  police, est dérivé d'un autre mot grec : πόλις / pólis, signifiant la « cité ». Au Moyen Âge, il garde le seul sens « d'administration », et au XVIIe siècle « administration veillant au respect des lois pour la sécurité publique ».
L'appellation « Police nationale » fut donnée à une administration pour la première fois sous le régime de Vichy par la loi du 23 avril 1941. Cette loi « nationalise » les anciennes polices municipales qui sont devenues des services de la « police régionale d'État » placée sous l'autorité des préfets au lieu des maires. La police parisienne est déjà sous autorité de l'État depuis 1667, Colbert ayant mis en place la structure de « lieutenance générale de police » dirigée alors par Gabriel Nicolas de La Reynie.
Les structures policières sont alors changées et ses diverses missions sont alors clairement identifiées : police judiciaire, renseignements généraux (RG) et sécurité publique. Le territoire national est divisé sur trois échelles : la « région de police » est placée sous l'autorité d'un haut fonctionnaire de police appelé « intendant régional de police » qui est soumis à l'autorité du « préfet régional » (fonction instituée par le gouvernement de Vichy en 1941), le district de police - dirigé par un commissaire divisionnaire - réunit les forces de police d'un département, soumis au préfet et la circonscription de police - avec une ville, en son centre, d'au moins 10 000 habitants et les communes limitrophes - est dirigée par un commissaire de police, nommé par les services centraux du ministère de l'intérieur.
À compter du 16 novembre 1944, par ordonnance du gouvernement, cette organisation sera modifiée ; en effet, l'unification de la Sûreté Nationale et de la Préfecture de Police est abolie, chaque grande structure retrouvant sa liberté d'action.
La loi du 9 juillet 1966 crée l'actuelle Police nationale qui regroupe tous les services civils de police établis sur tout le territoire national ainsi qu'en outre-mer. Cette loi, voulue par le chef de l'État, est la conséquence de l'action de certains fonctionnaires de la Préfecture de Police, qui auraient été impliqués dans l'arrestation arbitraire faite le 29 octobre 1965 à Paris devant la brasserie Lipp, boulevard Saint-Germain, de l'opposant marocain Mehdi Ben Barka, puis de son enlèvement du territoire français par des agents du gouvernement marocain et de sa disparition, toujours non expliquée officiellement par les autorités marocaines[réf. nécessaire].
La Police nationale a participé au secours aux personnes avec sa composante « Police Secours » (service créé au sein de la Préfecture de Police en 1927), mais cette tâche est dévolue depuis 1984 aux sapeurs-pompiers. Toutefois, les CRS participent toujours aux secours en montagne et participent de 1953 (date des premiers postes de secours assumés par des C.R.S. notamment sur les plages bretonnes et celles du Pays basque) à 2013 (fin des derniers postes) à la surveillance des plages en tant que maîtres-nageurs sauveteurs.

### Les grandes dates de la police en France

#### XIIIesiècle
En 1254, Louis IX (Saint Louis) transforme le guet royal en police (ou milice bourgeoise) ; le guet est alors dirigé par le chevalier du guet, qui est assisté de vingt sergents à cheval et de vingt-six à pied. Ce corps de sécurité est chargé d’assurer la sécurité à Paris, pendant la nuit. Ses membres sont des citoyens « de corvée ». Sa devise est Vigilat ut quiescant,,.

#### XIVesiècle
En 1306 Philippe le Bel crée les commissaires examinateurs au Châtelet, ceux-ci sont également magistrats, ils portent la longue robe, symbole du plein pouvoir judiciaire, ils sont chargés de lutter contre la criminalité dans Paris.

#### XVIesiècle
En 1526, le lieutenant criminel de robe courte (la robe courte est symbole du pouvoir judiciaire limité, ne s'appliquant qu'à sa mission) est créé pour lutter contre les mendiants, vagabonds et autres marginaux. Il est assisté par des commissaires examinateurs. En 1559, le roi Henri II multiplie par huit les effectifs du corps de guet royal, qui sont maintenant 208 hommes et 32 officiers. En 1563, le Guet royal n'appartient plus aux nobles, et quatre lieutenants sont nommés pour assister le chevalier du guet.

#### XVIIesiècle

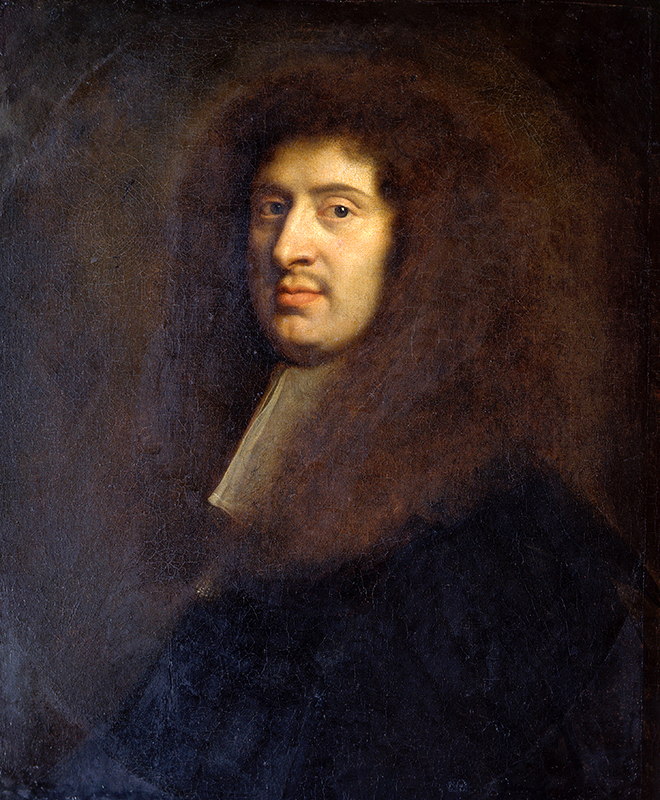
Le lieutenant général de police Gabriel Nicolas de La Reynie.

En 1667, Nicolas de La Reynie est nommé lieutenant général de police par édit royal (assumant ses fonctions de mars 1667 à janvier 1697), les hommes du guet royal sont rémunérés. En 1733, le chevalier du guet décède ; pour cette même raison, son office est provisoirement supprimé. Il sera rétabli en 1765 après la fusion du guet dans une nouvelle unité à caractère militaire : la garde de Paris. Pendant la Révolution, la garde de Paris est absorbée par la Garde nationale. Celle-ci est forte de 2 154 fantassins et 180 cavaliers. En 1789, la commune de Paris procède à l'élection d'une municipalité qui crée elle-même, le 25 juillet, un comité provisoire de police. Le 14 juillet 1789, tous les maires sont nommés Lieutenant général de Police. Le Directoire crée en 1796 le ministère de la Police générale. Dès 1791, des officiers de la paix (portant un uniforme) sont créés dans tous les quartiers de Paris et étaient porteurs dans leur fonction d'un petit bâton blanc sur lequel étaient gravés les mots « Force à la Loi » et dont la pomme s'ornait du dessin d'un œil ouvert, symbole de la vigilance.
La Gendarmerie nationale est créée, en remplacement de l'ancienne maréchaussée déjà existante,. En 1796, des commissaires de police sont instaurés dans toutes les villes de plus de 5 000 habitants. En 1799, et ce jusqu'à 1815, la Police impériale de Napoléon est garante de la sécurité civile. Son principal objectif est d'étouffer toute velléité de rébellion contre le pouvoir central, et fait construire une préfecture de police à Paris. Un commissaire de police est nommé par le gouvernement dans toutes les villes de plus de 5 000 habitants, deux dans celles de 10 000, et un de plus par chaque tranche de 10 000 habitants, jusqu'à 100 000 où là un commissaire général est nommé. Tous sont sous les ordres d'un préfet (trois seulement se succèdent à Paris de 1799 à 1814) ou d'un sous-préfet, s'il est affecté dans une ville importante de province. Dans les petites villes et dans les campagnes, la sécurité publique est assurée par la Gendarmerie nationale ou par les gardes champêtres, créés en 1790, qui sont des employés municipaux et qui font appel aux gendarmes quand leur pouvoir ne leur permet pas d'intervenir. Ce système sera ensuite appliqué dans tous les pays conquis par l'Empire,. La loi du 28 pluviôse an VIII organise également la création de la préfecture de police de paris, héritière de la lieutenance générale de police, institution créée par Louis XIV en 1667. Le Préfet de Police aura pour principale charge d’empêcher une éventuelle rébellion.

#### XIXesiècle

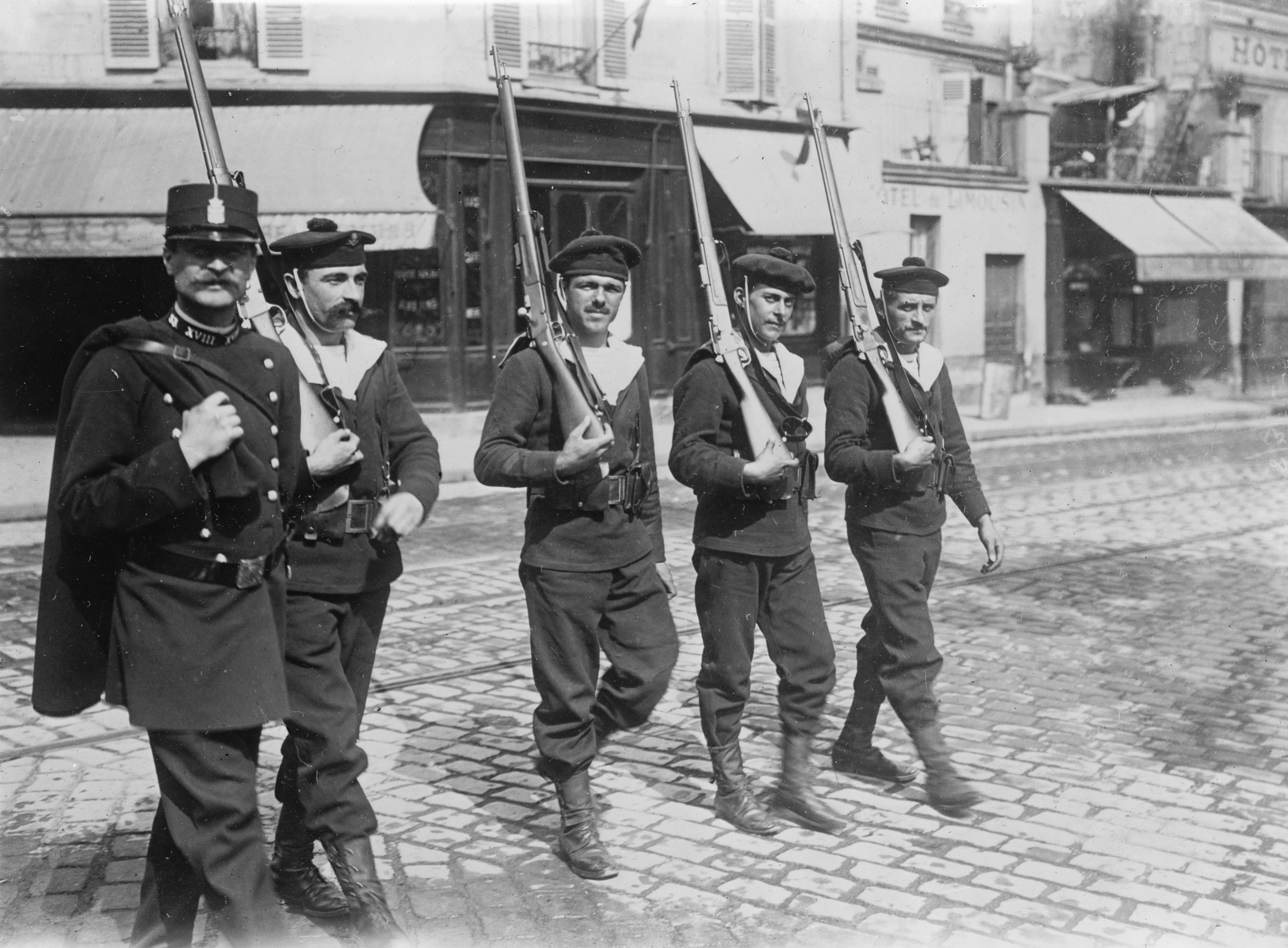
Agent de police du 18e arrondissement encadrant des marins venus renforcer les forces de l'ordre du département de la Seine (Paris) au mois d'août 1914.

Par l'article 16 de la loi du 28 pluviôse an VIII — 17 février 1800 — loi appliquée par le premier préfet de police de Paris, une garde municipale se substitue le 14 octobre 1802 à la Garde nationale. En 1815, lors de la Restauration, les structures policières sont placées sous l'autorité des municipalités. Le Ministère de la Police générale est alors, en 1818, réduit au rang d'une simple direction du ministère de l'Intérieur. Malgré tout, Paris conserve sa préfecture de police et le préfet est néanmoins placé sous l'autorité directe du roi. En 1829, le corps des sergents de ville appelé également « sergents de Paris » est créé. Ils sont la première force de police patrouillant en uniforme au monde et leur création répond à une hausse de la criminalité due à une situation économique et sociale désastreuse. Il y a 3 sergents de ville par arrondissement, ils sont placés sous les ordres d'un officier de la paix dont la fonction est apparue en 1791 et assistent les autres forces de police dans la capitale. Leur uniforme se compose d'une redingote en drap bleu roi, aux boutons aux armes de la Ville, d'un pantalon et d'un gilet bleu, ainsi qu'un chapeau muni d'une cocarde blanche. Ils utilisent une canne noire à pomme blanche aux armes de la Ville et, pour les rondes de nuit, un ceinturon noir avec un sabre,,. Après la chute de Louis-Philippe en février 1848, le corps des sergents de ville est dissous en raison de leur action contre les journaux d'opposition. Le corps des sergents de ville est toutefois rétabli en avril 1849 par une ordonnance du prince-président Louis-Napoléon Bonaparte. Cette même année, les gardiens de Paris sont créés. En 1870, les sergents de ville changent de nom ; ils deviennent des gardiens de la Paix publique, leur uniforme est modifié. Sous la Troisième République, les pouvoirs de police sont répartis entre les maires et les préfets selon le nombre d'habitants ; pour moins de 5 000 habitants, le maire est la seule autorité de police. Il peut recruter des gardes champêtres, et pour les affaires graves (notamment tous les crimes), il doit recourir à la Gendarmerie nationale, qui est présente obligatoirement dans chaque canton (soit plus de 3600 brigades sur l'ensemble de la France, avec du personnel caserné). Entre 5 000 et 40 000 habitants, un commissaire de police, sous les ordres du maire mais nommé et géré par la direction de la sûreté générale du ministère de l'Intérieur, dirige la police municipale. Pour plus de 40 000 habitants, la police municipale est organisée par décret du président de la République.
À partir de 1882, la police scientifique et technique se développe; un premier criminel est confondu grâce aux relevés effectués par du personnel de la police scientifique et technique en 1902,.

#### XXesiècle

##### Les brigades du Tigre
Le 30 décembre 1907, Clemenceau, alors Ministre de l'Intérieur et qui se déclarait comme étant « le premier flic de France », crée 12 brigades régionales de police mobile (qui deviendront en 1941 les services régionaux de police judiciaire qui seront en 2003 transformés en directions interrégionales de police judiciaire) dites « brigades du Tigre » (« le Tigre » était le surnom de Clemenceau), à l’initiative de Célestin Hennion, directeur de la Sûreté générale, qui fut auparavant un des sous-directeurs de la Préfecture de Police à Paris. Au sein des structures spécifiques de la Préfecture de Paris, la Direction de la Police Judiciaire est une direction à part entière dès 1913.

##### Collaboration policière sous le régime de Vichy

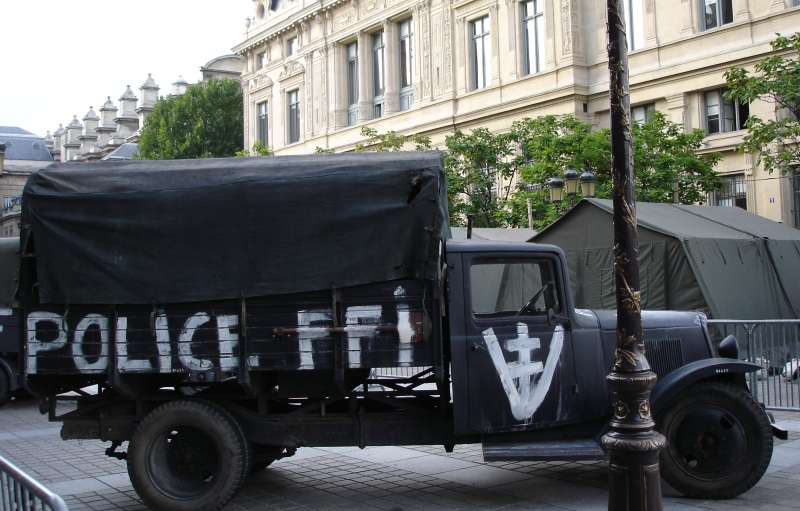
Camion « Police - FFI », exposé lors du 60e anniversaire de la Libération de Paris.

Sous le régime de Vichy, les membres de la Police doivent prêter serment au régime de Pétainet s'ils ne le font pas, ils sont licenciés.
La police procède à des arrestations arbitraires de Juifs, de communistes , de socialistes, de gaullistes et résistants supposés et de toutes personnes manifestant son opposition aux idées politiques du gouvernement présidé par Philippe Pétain. Sous l'occupation allemande, la Police dispose d'une certaine autonomie, à condition de rendre des comptes aux autorités allemandes : on peut donc dire que la Police sert les autorités allemandes d'occupation . Toutefois, cela permet à certains policiers d'entrer en résistance, comme les membres du réseau Ajax , du groupe Valmy, du réseau Honneur de la Police (au sein de la police parisienne) et ainsi de mener ainsi des actions diverses (fabrication de faux papiers, non arrestations de réfractaires au S.T.O., etc.) , contre les autorités policières allemandes. À la veille de la Libération de Paris, la Police parisienne fait grève après le 15 août 1944 et se joint aux FFI et aux autres mouvements et réseaux de résistance. Sur la totalité des policiers, il a été compté plus de 13 000 participants à des actions de résistance et 1 100 ont été décorés de la Médaille de la Résistance. Environ 1000 policiers résistants sont tués au combat ou morts en déportation tandis que près de 500 policiers, collaborateurs, seront tués par la Résistance (principalement les FTPF),,.

##### Depuis la fin de la Seconde Guerre mondiale
À la Libération, l'ordonnance du 16 novembre 1944 prise par le gouvernement provisoire de la République française dissout la Direction Générale de la Police Nationale et la Direction Générale de la Sûreté Nationale est rétablie. Par la loi no 66-492 du 9 juillet 1966, la Police nationale, qui rassemble du personnel de la Sûreté Nationale et de la Préfecture de Police de Paris, est créée, sans toutefois que ce changement formel ne remette en cause la structure mise en place sous le régime de Vichy,. Les Compagnies Républicaines de Sécurité (C.R.S.) voient le jour par décret le 8 décembre 1944 et sont la transformation des Forces Républicaines de Sécurité, créées le 1er septembre 1944 à Marseille par le Commissaire de la République de Marseille, Raymond Aubrac, à la suite de troubles à l'ordre public apparus à la suite du débarquement franco-américain en Provence le 15 août 1944. Les policiers composant les C.R.S. sont pour moitié des anciens membres des GMR, les Groupes mobiles de réserve, unités de police de type militarisé dont les premières sont apparues à compter d'octobre 1941 et d'autres membres, qui n'étaient pas policiers sous le gouvernement de Vichy. Les secteurs en Zone Police nationale (ZPN, auparavant ZPE ou zone de police d'État, créée en 1941) sont plus nombreux : depuis 1941, les commissariats de Sécurité publique (ex Polices urbaines) se développent systématiquement dans les villes de plus de 10 000 habitants et les secteurs ZPN existants s'agrandissent dans leurs alentours et ce, jusque dans les années 1980. Un effet inverse se manifeste pour les petites ZPN depuis les années 2000 en augmentant cependant les superficies des grandes. En effet, depuis 2001, sauf au cas par cas, le seuil de 20 000 habitants est la base pour transformer une Zone Gendarmerie nationale (ZGN) en ZPN, avec, là aussi, dans une bien moindre mesure, quelques cas particuliers. Les premières femmes policières apparaissent en 1966, en civil, dans les services d'aide à l'enfance. Les premières femmes gardiennes de la paix le sont en 1978 et servent en unités de sécurité publique. Les premières femmes commissaires sont recrutées à compter de 1974 et les premières femmes officiers de paix le sont à compter de 1983.

###### La guerre d'Algérie
Durant la guerre d'Algérie, la Sûreté nationale et la Préfecture de Police de Paris sont pleinement engagées dans la lutte contre le FLN puis contre l'OAS. La Sûreté nationale en Algérie passe de facto entre 1956 et juin 1962 sous commandement militaire. Les policiers sont très ciblés par les attentats et la Sûreté Nationale subit de lourdes pertes causées par le FLN puis par l'OAS, soit plus de 1 800 tués (dont 77 en métropole) auxquels s'ajoutent plus de 730 tués pour les supplétifs policiers des Groupes Mobiles de Sécurité en Algérie.

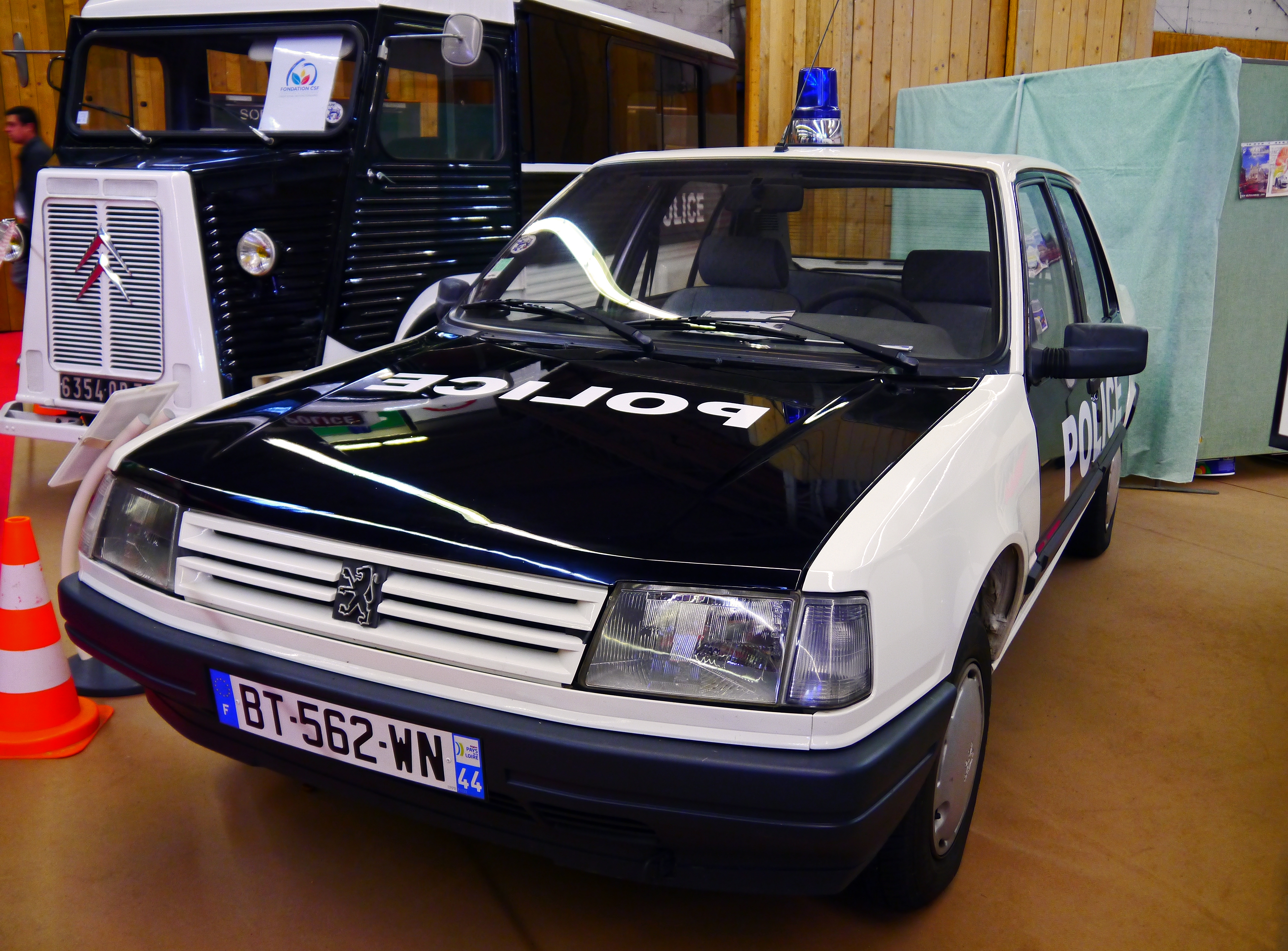
Véhicule avec ancienne sérigraphie noir et blanc, exposé au salon de l'Automobile 2012.

## Organisation de la Police nationale

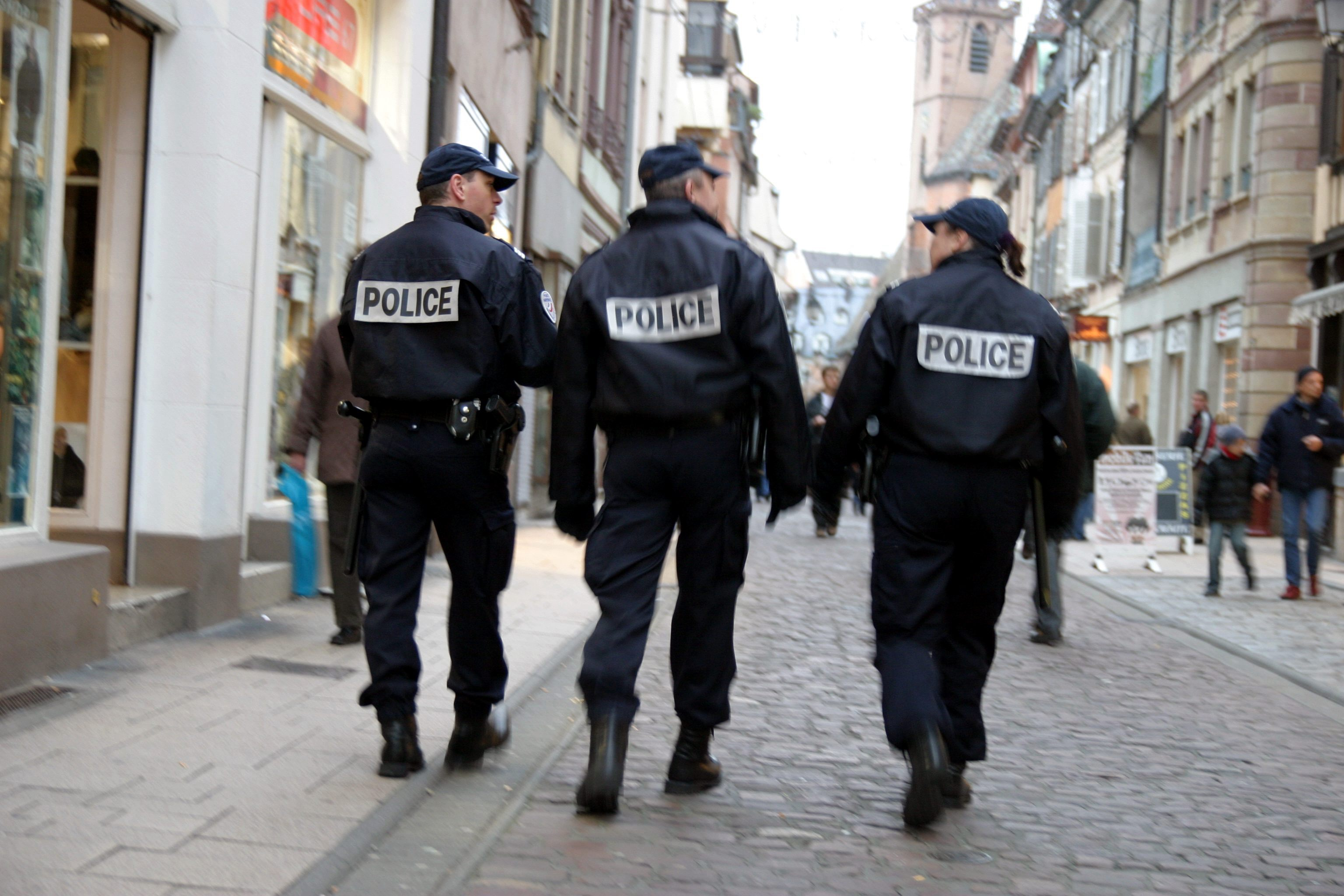
Patrouille pédestre d'un trinôme de policiers.

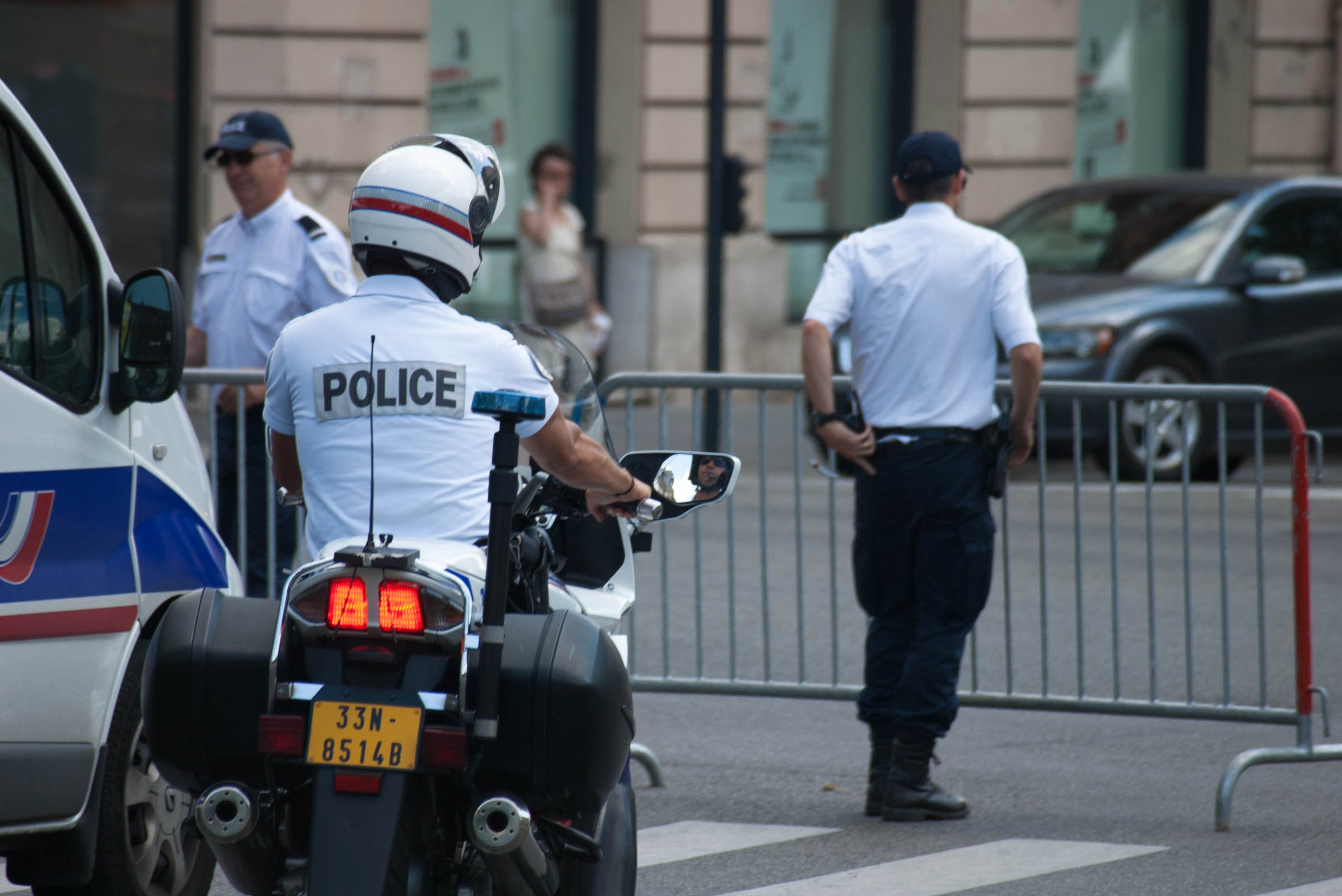
Policiers en sécurisation d'un accès lors d'une manifestation.

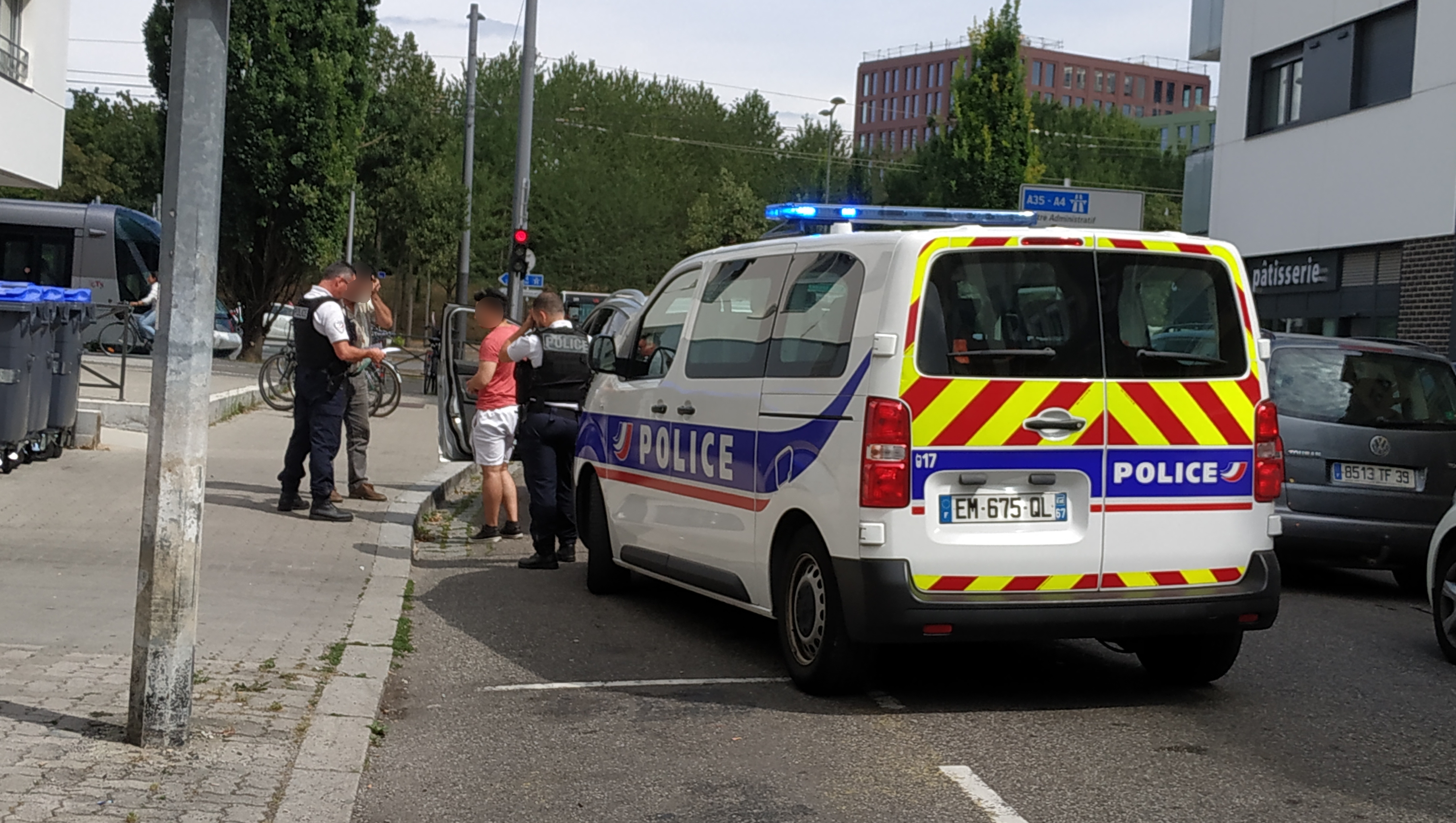
Fourgon de police contrôlant un automobiliste.

La Police nationale dépend du ministère de l'Intérieur dont elle constitue la plus grande des directions en personnels (plus de 151 000 agents de tous statuts en 2023) , en moyens et en matériels : la direction générale de la Police nationale. Elle est dirigée par un directeur général, qui est assisté d'un directeur général adjoint et comprend plusieurs services actifs, placés sous son autorité directe.

### Entités directement rattachées à la DGPN

#### Recherche, assistance, intervention, dissuasion (RAID)
Le RAID est l'unité d'élite de la Police nationale, principale composante de la force d'intervention de la Police nationale (FIPN), qui a été fondé en 1985 par Robert Broussard et Ange Mancini notamment. L'unité participe sur l'ensemble du territoire national à la lutte contre toutes les formes de criminalité et de grand banditisme. Le RAID est appelé à intervenir à l'occasion d'événements graves, nécessitant l’utilisation de techniques et de moyens spécifiques pour neutraliser un ou plusieurs individus dangereux, par la négociation ou l'usage de la force.
Son rôle est notamment d'agir dans les situations de crise, du type prise d'otages, retranchement de forcenés ou arrestation de malfaiteurs à haut risque, et également de contribuer à la lutte antiterroriste en apportant son concours aux autres services spécialisés, afin de mener des opérations de filature, d'observation, de renseignement et d'arrestations d'individus ou de groupes susceptibles de se livrer à des actions terroristes sur le territoire français.

#### Détachement central interministériel d'intervention technique (DCI-IT)
Cette unité spécialisée est compétente en cas de menace ou d'attaque NRBCe et intervient notamment en appui du RAID dans ce contexte.

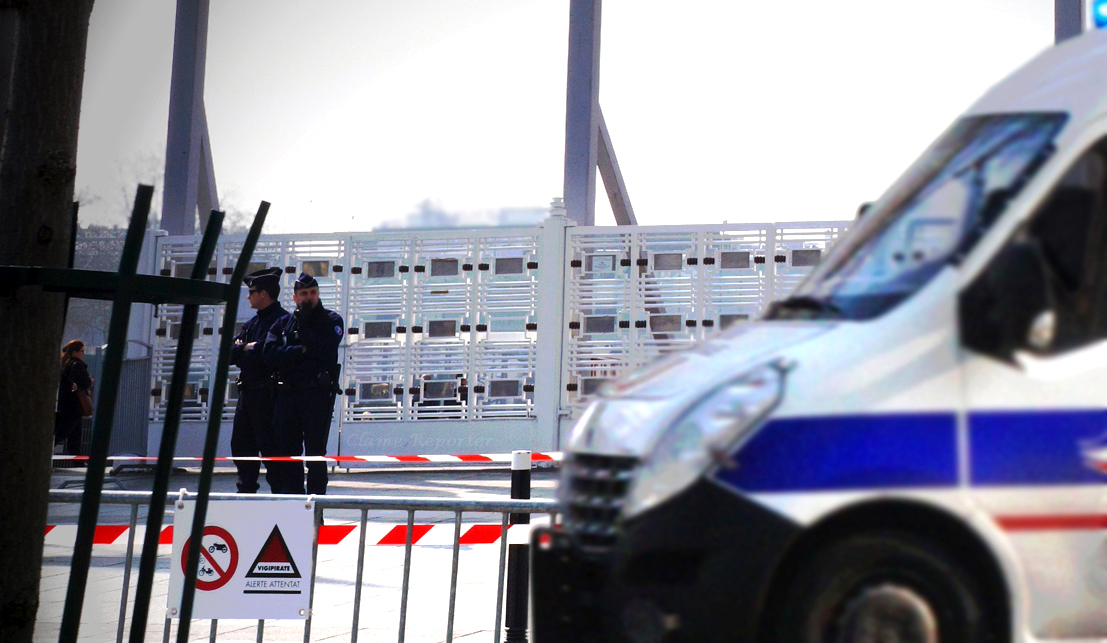
Binôme de policiers sur un site dit « sensible » de Paris durant l'état d'urgence en mars 2016.

#### Service d’information et de communication de la Police nationale (SICoP)
Le service d’information et de communication de la Police nationale, créé par Patrick Hamon au lendemain de la crise urbaine de 2005, est à la fois chargé de la communication interne et externe de la Police, mais aussi de la présence de la Police nationale lors de grands événements, et de salons.

#### Délégation aux victimes (DAV)
La Délégation aux victimes a pour mission d'améliorer la prise en compte des victimes.

#### Unité de coordination des grands événements (UCGE)
Elle se charge d'assurer la sécurité lors des grands événements.

#### Unité de coordination des forces mobiles (UCFM)
Elle se charge d'assurer la coordination des unités de force mobile (CRS, EGM).

#### Centre d'information de la Police nationale (CIPN)
Ce service a pour mission de transmettre les informations au cabinet du directeur général de la Police nationale et d'assurer la coordination en cas de crise.

#### Service national des données de voyage (SNDV)
Le SNDV est créée par l’arrêté du 16 décembre 2019,.
Celui-ci dispose : « Le SNDV exercera pour le compte des ministres de la défense, de l’intérieur et du ministre chargé des douanes, avec l’appui des services du ministre chargé des transports ».

### Les directions et services actifs
- la direction nationale de la sécurité publique (DNSP)
- la direction nationale de la police judiciaire (DNPJ)
- la direction centrale des compagnies républicaines de sécurité (DCCRS)
- la direction nationale de la police aux frontières (DNPAF)
- la direction nationale du renseignement territorial (DNRT)
- l'académie de police (ex-DCRFPN)
- la direction de la coopération internationale de sécurité (DCIS)
- le service national de police scientifique (SNPS)
- le service de la protection (SDLP)
- l'inspection générale de la Police nationale (IGPN)
- La direction transversale des ressources humaines, des finances et des soutiens de la Police nationale (DRHFS)

### Les préfectures de police

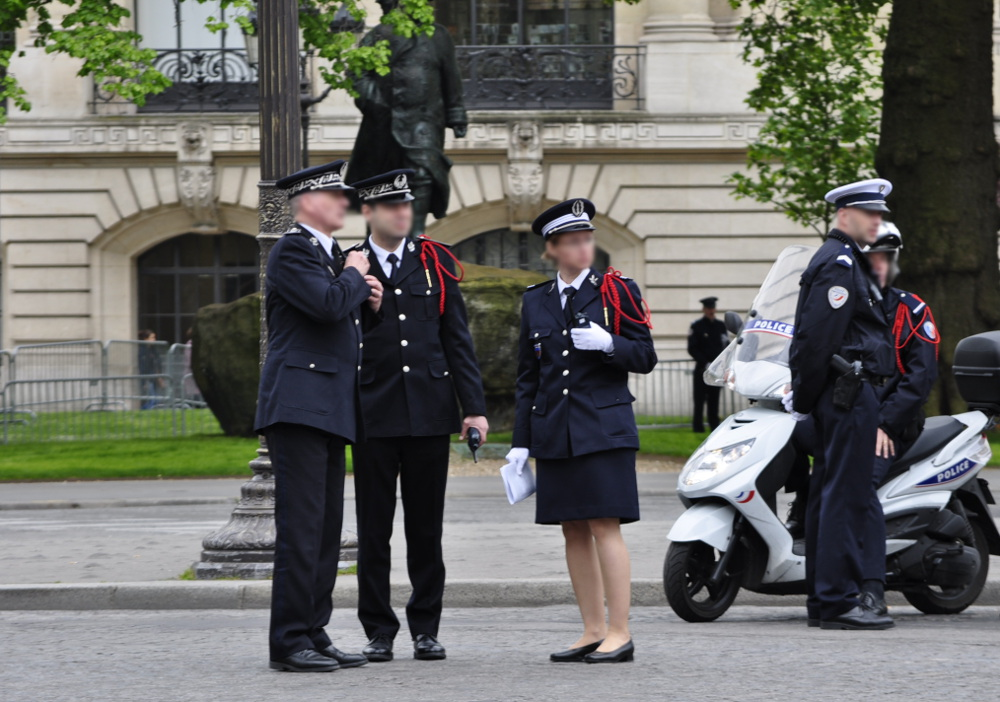
Agents de la préfecture de police de Paris portant la fourragère rouge sur leur tenue de cérémonie.

Pour Paris et les départements de la petite couronne, officiellement créés par la loi du 10 juillet 1964 portant organisation de la région parisienne, c'est-à-dire les Hauts-de-Seine, la Seine-Saint-Denis et le Val-de-Marne, la préfecture de police de Paris (PP) est compétente. Placée sous l'autorité du préfet de police, elle assure avec ses propres directions et services les mêmes missions de sécurité intérieure (police de proximité, police judiciaire, renseignement…) que la direction générale de la Police nationale mais dans la compétence géographique précitée. Bien que les fonctionnaires de police affectés dans les directions de la PP appartiennent aux différents corps de la Police nationale, le directeur général de la Police nationale n'a aucune autorité sur les services de la PP. En effet, le préfet de police en dispose exclusivement et ce dernier relève directement de l'autorité du ministre de l'Intérieur. Il s'agit d'une situation unique en France, eu égard au statut particulier de la préfecture de Police, structure qui était la première des grandes structures de police, apparue en 1800 et organisée ensuite par décret. En mars 2022, les effectifs de la Préfecture de Police retenus pour les élections professionnelles qui doivent se tenir entre le 1er et 8 décembre 2022 sont égaux à 30 451 agents qui sont répartis en deux comités sociaux, l'un de 28 500 agents et l'autre de 1 951 agents.
En 2012, a été créée une préfecture de police des Bouches-du-Rhône dont le siège est à Marseille et qui est compétente pour les questions de sécurité sur le territoire du département des Bouches-du-Rhône, mais ses prérogatives ne sont pas aussi étendues que celles du préfet de police à Paris. En effet, les directions et services de police implantés dans le ressort des Bouches-du-Rhône sont rattachés organiquement à la direction générale de la Police nationale. Le préfet de police des Bouches-du-Rhône dispose d'une simple autorité fonctionnelle sur ces derniers pour exercer ses missions (et non hiérarchique).

### Autres structures territoriales
En dehors des territoires couverts par les préfectures de police, l'organisation territoriale - zonale, régionale et départementale - varie selon qu'il s'agisse de la sécurité publique, de la police judiciaire, de la police aux frontières, du renseignement intérieur ou des secrétariats généraux pour l'administration de la police. Cependant, dans plusieurs départements d'outre-mer, trois à partir de 2020 et quatre autres en 2022, une direction territoriale de la Police nationale (DTPN) a été créée et regroupe toutes les services et directions de la Police nationale. Les directions départementales de la police nationale (DDPN) s'étendent en 2022 à huit départements métropolitains et sont en voie de généralisation sur le territoire, dès 2023.

## Contrôle de la Police nationale
Les policiers peuvent parfois commettre des erreurs ou des fautes professionnelles. Dans ce cadre, c'est l'inspection générale de la Police nationale qui peut être saisie. Elle effectue les enquêtes qui lui sont confiées par les autorités administratives et judiciaires. Elle dispose d'environ cent trente enquêteurs, policiers chevronnés. Elle enquête aussi sur les policiers municipaux.
Il existe aussi des services de contrôle interne à certaines directions — y compris dans les directions actives de la préfecture de police de Paris, généralement saisis pour des affaires de moindre envergure ou ne présentant pas une sensibilité particulière (ex : personnalités).

## Ressources humaines et différents personnels de la Police nationale

### Effectifs généraux de la Police nationale
Voici un tableau représentant le nombre de fonctionnaires de police de 2005 à 2011
| Catégorie d’emplois                                                       | 2005    | 2006    | 2007    | 2008    | 2009    | 2010    | 2011    |
| ------------------------------------------------------------------------- | ------- | ------- | ------- | ------- | ------- | ------- | ------- |
| Personnels administratifs                                                 | 12 199  | 12 257  | 12 376  | 12 845  | 12 842  | 12 890  | 12 723  |
| Personnels techniques                                                     | 3 285   | 3 470   | 3 748   | 3 728   | 3 836   | 3 924   | 3 936   |
| Ouvriers d’État                                                           | 837     | 791     | 754     | 754     | 731     | 696     | 673     |
| Fonctionnaires des corps de commandement et de conception et de direction | 15 231  | 14 447  | 13 590  | 12 895  | 12 353  | 12 057  | 11 809  |
| Fonctionnaires de corps d'encadrement et d'application (CEA)              | 103 273 | 105 060 | 105 475 | 105 185 | 104 517 | 103 561 | 101 655 |
| Personnels scientifiques                                                  | 996     | 1 168   | 1 201   | 1 268   | 1 479   | 1 608   | 1 723   |
| Policiers adjoints (PA)                                                   | 12 170  | 11 226  | 11 070  | 9 653   | 9 165   | 10 165  | 12 340  |
| Total                                                                     | 147 727 | 148 855 | 148 355 | 146 328 | 144 922 | 144 900 | 144 858 |

## Grades de la Police nationale

### Les policiers adjoints et les cadets de la République
Un policier adjoint est un agent contractuel de droit public. Il assiste les fonctionnaires de police dans leurs missions de prévention et de répression de la délinquance, de surveillance générale et d’assistance aux victimes ainsi que dans diverses autres missions plus spécifiques (administratives, techniques ou logistiques).
Contractuel, il est doté d'un uniforme et d’une arme de service (avec une crosse bleue). Il détient aussi la qualité d'agent de police judiciaire adjoint à l'article 21/1°ter du Code de procédure pénale. Il concourt à l’accueil du public dans les commissariats et patrouille dans les circonscriptions de sécurité publique, en compagnie de fonctionnaires de police. Il peut dresser des procès-verbaux de contravention au Code de la route et rend compte à l'autorité hiérarchique des infractions à la loi pénale dont il a connaissance. En tenue d'uniforme, il porte des épaulettes de couleur bleu cobalt.
Il est considéré par la loi comme une personne dépositaire de l'autorité publique au même titre qu'un fonctionnaire de police.
Les policiers adjoints reçoivent une formation initiale de douze semaines dans une école nationale de police. Il leur est permis au bout d'un an de contrat de pouvoir passer le concours interne de gardien de la paix. Le contrat d'un policier adjoint est un contrat à durée déterminée de 3 ans renouvelable une fois (soit 6 ans au maximum). Les policiers adjoints ont la possibilité de passer le concours interne de gardien de la paix à compter d'un an de service. En 2022, les effectifs budgétaires des policiers adjoints sont d'environ 14 000 personnes.
Un cadet de la République est un policier adjoint qui bénéficie d'une formation plus longue afin de préparer le concours de gardien de la paix. Leur formation, d'une durée de un an, comporte des cours en école de Police mais aussi en lycée professionnel et des stages en commissariat. Ils peuvent passer le concours interne de gardien de la paix à la fin de leur année de formation. Leur uniforme est différent de celui des policiers adjoints et des fonctionnaires de police.

### Corps d'encadrement et d’application (CEA)

#### Grades
Le corps d’encadrement et d’application de la Police nationale comprend trois grades : gardien de la paix (dont sous-brigadier),brigadier-chef, major. Sous-brigadier est une distinction dans le grade de gardien de la paix, pour qui a atteint environ douze années d'ancienneté dans ce grade, après avoir atteint le sixième échelon.

#### Les gardiens de la paix et les gradés

Galons du corps d'encadrement et d'application de la Police nationale.

Les missions du gardien de la paix (France) sont variées et changent selon son service d'affectation ; malgré tout, ses principales missions restent d'assurer la sécurité des personnes, des biens et des institutions, de maintenir l'ordre public, de lutter contre l'immigration illégale, la délinquance / criminalité et la lutte contre le terrorisme. La formation initiale du gardien de la paix est d'une durée de 12 mois. Après une formation initiale réussie en école de police, l'élève est nommé gardien de la paix stagiaire ; il effectuera ensuite une période de « stage » sur le terrain d'une durée de 12 mois, à l'issue duquel il sera titularisé s'il ne révèle aucune inaptitude.
Après trois années de titularisation et la réussite d'un examen professionnel, le gardien de la paix peut accéder au grade de brigadier de police ; il pourra ensuite devenir brigadier-chef de police, puis major de police et éventuellement accéder à l'emploi de major responsable d'une unité locale de police (RULP) en fin de carrière. Au bout de deux ans de titularisation, il lui est également possible de suivre la formation pour devenir Officier de Police Judiciaire (d'une durée de cinq mois et sanctionnée par un examen final), qualification qui confère le grade de brigadier de police.
Au bout de quatre ans de titularisation, le gardien de la paix a la possibilité de passer les concours internes d'officier de police ou de commissaire de police.
Pour les élections professionnelles devant se dérouler entre le 1er et le 8 décembre 2022, les effectifs pris en compte au titre des commissions administratives paritaires sont de 101 392 gardiens et gradés. Environ 21,18 % sont des femmes.

### Corps de commandement (CC)

#### Grades

Galons du corps de conception et de direction de la Police nationale.

Galons des emplois de direction de la Police nationale.

En France, le corps de commandement de la police nationale comprend trois grades : capitaine (appellation de « lieutenant » au cours des quatre premières années de service dans le corps), commandant et commandant divisionnaire. Certaines fonctions assurées par des commandants divisionnaires permettent à leurs titulaires d'être employé sur des fonctions spécifiques et des responsabilités particulières ; ces officiers supérieurs de police ont alors droit au titre de « commandant divisionnaire, échelon fonctionnel ».
Les effectifs du corps de commandement sont de 7422, au vu de l'état statistique du personnel devant voter pour les élections professionnelles en décembre 2022. Environ 27 % sont des femmes.

#### Lesofficiersde police

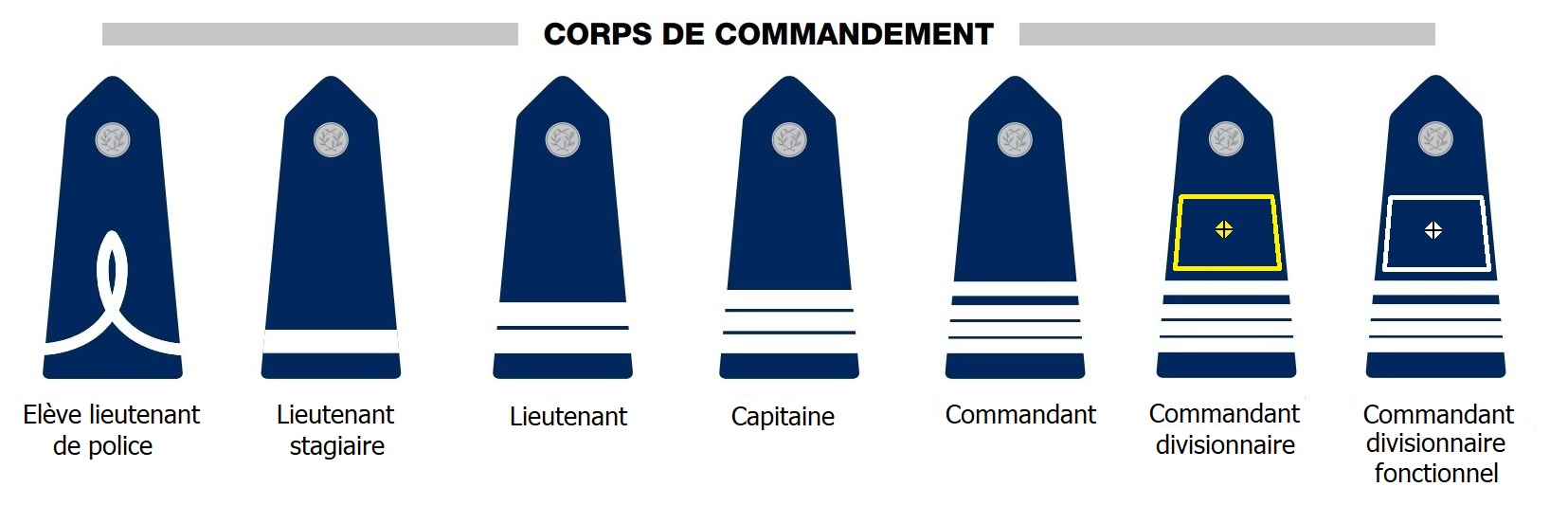
Galons du corps de commandement de la Police nationale.

L’officier de police est un cadre de la Police nationale qui commande l’action des gardiens de la paix et des gradés (les membres du corps d'encadrement et d'application en général) et est responsable de la sécurité sur le secteur qui lui est attribué. L'officier assure le commandement opérationnel des services. Il seconde ou supplée les commissaires de police dans l’exercice de leurs fonctions et dirige certains services. L'officier peut également exercer des fonctions d'expertise supérieure en matière de police et de sécurité intérieure. Il officie dans des directions variées chargées de missions d’investigation, de renseignement, d'ordre public ou encore de lutte contre l'immigration illégale. Il est officier de police judiciaire : il dirige les enquêtes qui lui sont confiées et encadre l’activité d’un groupe opérationnel ou d’une unité spécialisée. Doté d’un uniforme, il exerce en tenue ou en civil selon la nature de ses missions. L'officier de police est formé à l'École nationale supérieure de la police située à Cannes-Écluse. La formation initiale dure 18 mois composée de 12 mois d'enseignement et de 6 mois de stages. L'officier de police peut être recruté en concours externe, à bac + 3 au minimum, ou en concours interne au bout de quatre ans de titularisation ,. Si le concours est ouvert aux titulaires de diplômes sanctionnant trois années d'études supérieures, la majorité des candidats est titulaire d'un master 2 (bac + 5).

### Corps de conception et de direction (CCD)

#### Grades
En France, le corps de conception et de direction de la Police nationale comprend trois grades : commissaire de police, commissaire divisionnaire de police et commissaire général de police (grade créé par le décret du 16 juin 2016, publié le 18 juin au journal officiel). 
Le grade de commissaire principal a été supprimé en 2005, les membres du corps ayant atteint ce grade à la date de la réforme pouvant à titre temporaire cependant continuer à le porter.

#### Les commissaires de police
Cadre supérieur et dirigeant de la Police nationale, le commissaire de police dirige un service (commissariat de sécurité publique, service de police judiciaire, service de renseignement intérieur, école de police, etc.) et l’ensemble du personnel qui y est affecté,. Ses missions sont : diriger les équipes de policiers, gérer un budget, piloter les opérations, coordonner et suivre l’action des enquêteurs,.
Ils déterminent les actions à mener pour atteindre les objectifs définis par ses supérieurs hiérarchiques (directeurs départementaux, par exemple), soumis aux grandes orientations décidées par le Ministre de l'Intérieur. Ils sont les interlocuteurs privilégiés de l'autorité préfectorale en matière de sécurité. Ils sont officiers de police judiciaire (OPJ) et sont soumis aux demandes et actes des autorités judiciaires.
On peut devenir commissaire de police par concours interne, après quatre années de service justifiées, ou par concours externe, avec un master. Les commissaires sont formés à l'École nationale supérieure de la police située à Saint-Cyr-au-Mont-d'Or. La formation dure deux ans ; elle alterne formation en école et stages en services actifs.
Les effectifs budgétaires des commissaires de police sont de 1 680, au vu de l'état des effectifs retenus pour les élections professionnelles prévues au sein du Ministère de l'Intérieur entre le 1er et le 8 décembre 2022.

## Rémunérations

### Grilles des salaires du corps d'encadrement et d'application au1erjanvier 2024
| Statut                                      | Traitement mensuel net région parisienne |
| ------------------------------------------- | ---------------------------------------- |
| Stagiaire                                   | 1 619 €                                  |
| Gardien de la paix                          | de 2 348 € à 3 124 €                     |
| Brigadier-chef CN                           | de 2 512 € à 3 004 €                     |
| Brigadier-chef CS                           | de 2 853 € à 3 290 €                     |
| Major (jusqu'à l'échelon exceptionnel)      | de 3 039 € à 3 541 €                     |
| Responsable d'unité locale de police (RULP) | de 3 565 € à 3 918 €                     |

### Autre personnel

#### Police technique et scientifique (PTS)
Ces personnels, qui travaillent pour les différents services de la Police Judiciaire, sont répartis en trois corps selon le niveau d'études, de responsabilité et de rémunération :
- les agents spécialisés de la police technique et scientifique (catégorie C) ;
- les techniciens de la police technique et scientifique (catégorie B) ;
- les ingénieurs de la police technique et scientifique (catégorie A).

L'ensemble de ces personnels est d'environ 3 000 personnes : environ 260 ingénieurs, 1 470 techniciens, le reste étant agents spécialisés de police technique et scientifique.
Personnels administratifs et techniques
Ils assurent le soutien administratif et technique des services de la police.
Ils sont répartis comme suit :
- attachés d'administration (attachés de police) et ingénieurs de services techniques (catégorie A) ;
- secrétaires administratifs et contrôleurs de services techniques (catégorie B) ;
- adjoints administratifs et adjoints techniques (catégorie C).

Ils sont environ 18 000 en effectifs. Environ 75 % de ces effectifs sont féminins.

#### Réservistes de la Police nationale
La réserve opérationnelle de la Police nationale est accessible à l'ensemble des citoyens âgés de 18 à 67 ans (elle était auparavant réservée aux policiers à la retraite). Elle permet à des citoyens d'accomplir des missions de police, rémunérées. Ceux-ci ne peuvent travailler qu'un maximum de 90 jours par an.
En 2024, la Police nationale disposera d'une réserve civile contractuelle d'environ 11 000 personnels[réf. nécessaire].

## Moyens

### Armement
Les policiers sont dotés individuellement d'un pistolet semi-automatique Sig Sauer SP 2022 calibre 9 mm parabellum COP (munition classée en catégorie B), de deux chargeurs de 15 cartouches, d'une paire de menottes et d'un gilet pare-balles. Les policiers sont responsables de leur arme de service, qu'ils peuvent conserver en dehors du service. Ils peuvent aussi disposer d'un tonfa et/ou d'un bâton télescopique s'ils sont habilités.
Parmi les armements collectifs et selon les services, les policiers habilités peuvent également être équipés de pistolets à impulsion électrique Taser X-26, de lanceurs de balles de défense B&T LL06, de lanceurs de grenades modèle « Cougar », de fusils à pompe calibre 12 de marque Benelli, de pistolets-mitrailleurs HK UMP9 et de fusils d'assaut HK G36 avec lunettes de visée.

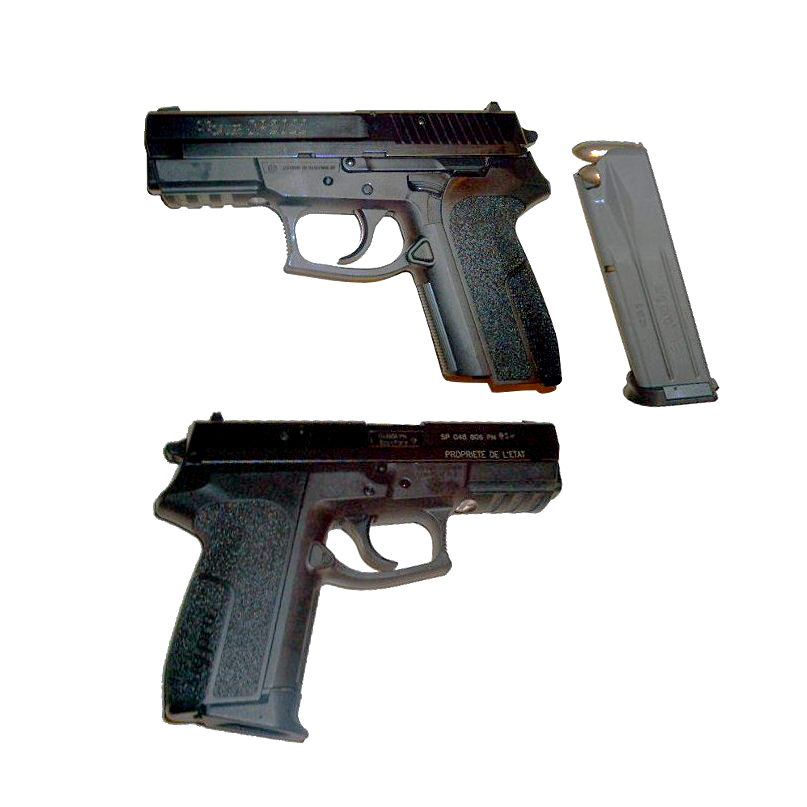
Le pistolet semi-automatique Sig Sauer SP 2022, arme de service.
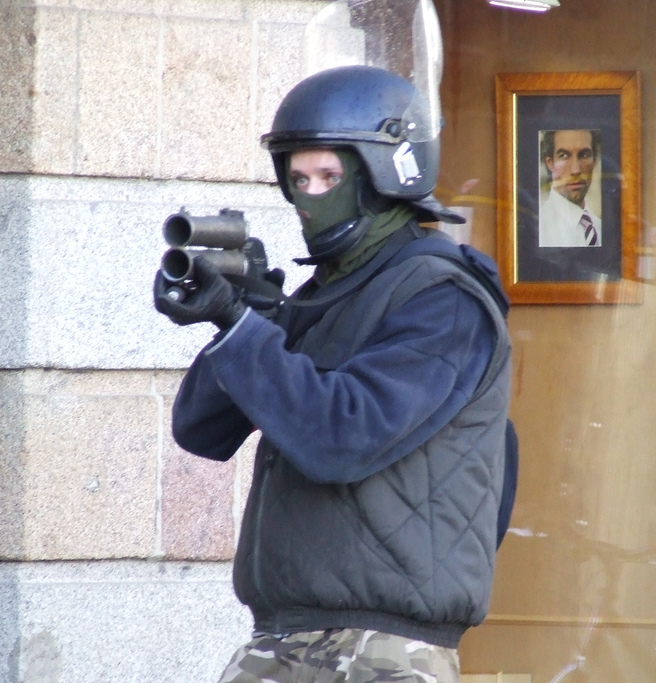
Un policier utilisant un lanceur de balle de défense.
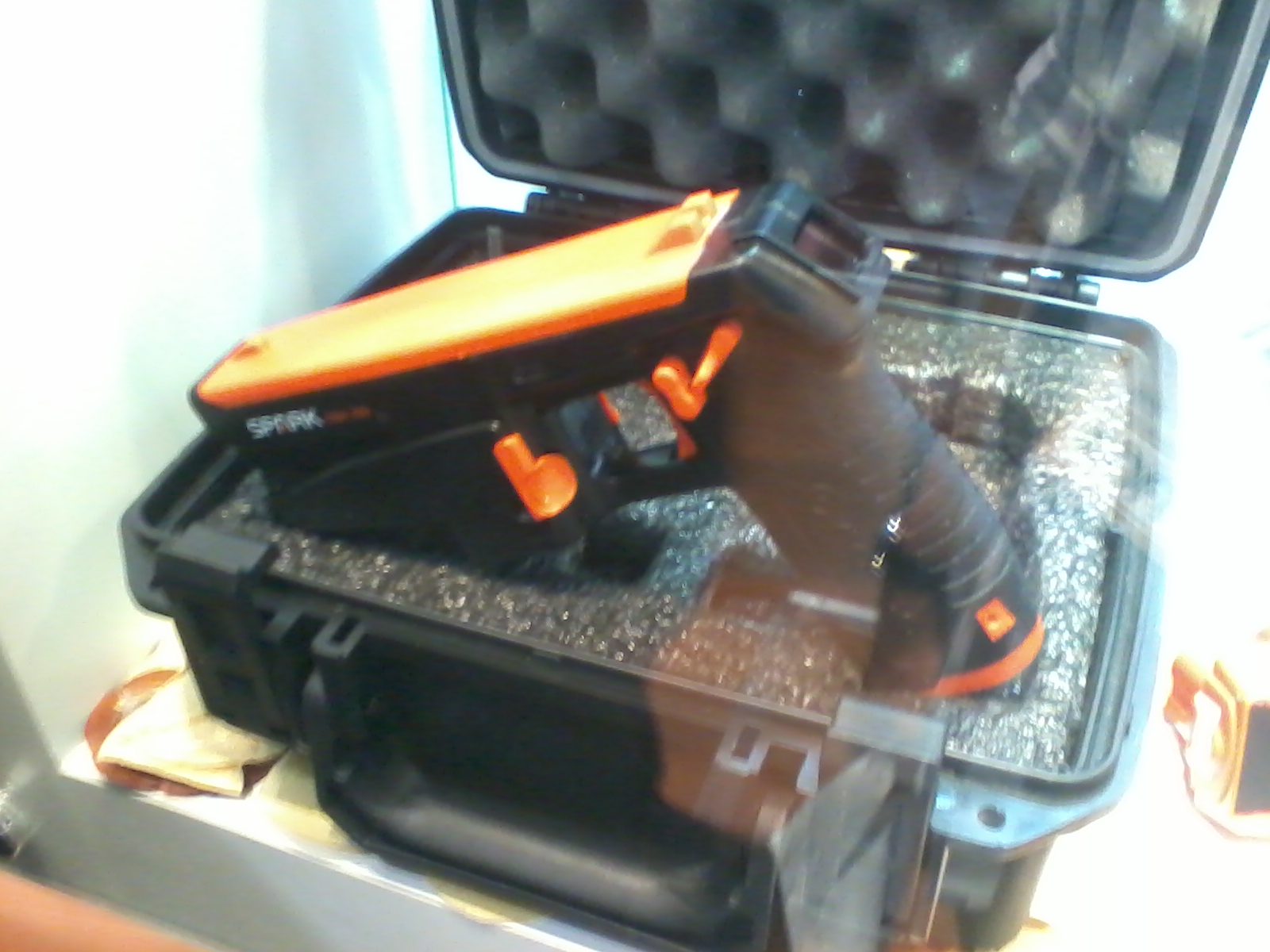
Taser X-26 (1 coup par 5 secondes ; 12 coups par minute), arme de poing.

### Véhicules
La Police nationale est équipée de véhicules sérigraphiés, et d'autres banalisés. De plus, il existe aussi différents types de véhicules selon les services et leur localisation. La police nationale dispose aussi de moyen plus spéciaux : bateaux (par ex pour la brigade fluviale de Paris), dépanneuse, etc. Les brigades de police aéronautique (appartenant à la PAF) disposent d'aéronefs et de drones.
En 2010, la police s'équipe de 265 systèmes embarquées de lecture automatisée des plaques d'immatriculation, abrégés LAPI. Ce matériel est installé dans la rampe de gyrophare sur des véhicules de patrouille répartis sur le territoire national. Le but de ce matériel est de détecter les véhicules volés ou sous surveillance. Depuis 2010, aucun autre achat n'a été effectué, le matériel est démonté des véhicules réformés et remontés sur des véhicules neufs.
Depuis 2011, les délinquants et criminels peuvent voir leurs véhicules confisqués par la justice qui les confie à la Police nationale ou à la Gendarmerie nationale. En 2014, la Police utilisait 246 voitures saisies.
En 2014, la Police comptait 28 190 véhicules dont 1 700 scooters et 3 100 motos. Le renouvellement des véhicules pose toutefois problème, notamment pour la période 2015-2017 où 10 896 ont besoin d'être renouvelés mais le budget de 30 millions d'euros annuels alloués aux véhicules ne permet d'en remplacer que 4 100.
En France, la société Gruau prépare les véhicules de série en véhicules adaptés aux services de police.
En 2020, plusieurs achats sont effectués pour le compte de la Gendarmerie et de la Police dans le cadre du renouvellement du parc. Le Ministère de l'intérieur annonce un investissement de 400 millions d'euros pour remplacer et verdir à terme près de 15 000 véhicules du parc de ministère, dont la Gendarmerie fait partie. Police nationale et Gendarmerie se partagent à partir de fin 2020 des livraisons de 1002 Renault Zoe - pour les véhicules de liaison, et 1263 Peugeot 5008 pour les véhicules de patrouille et d'intervention.

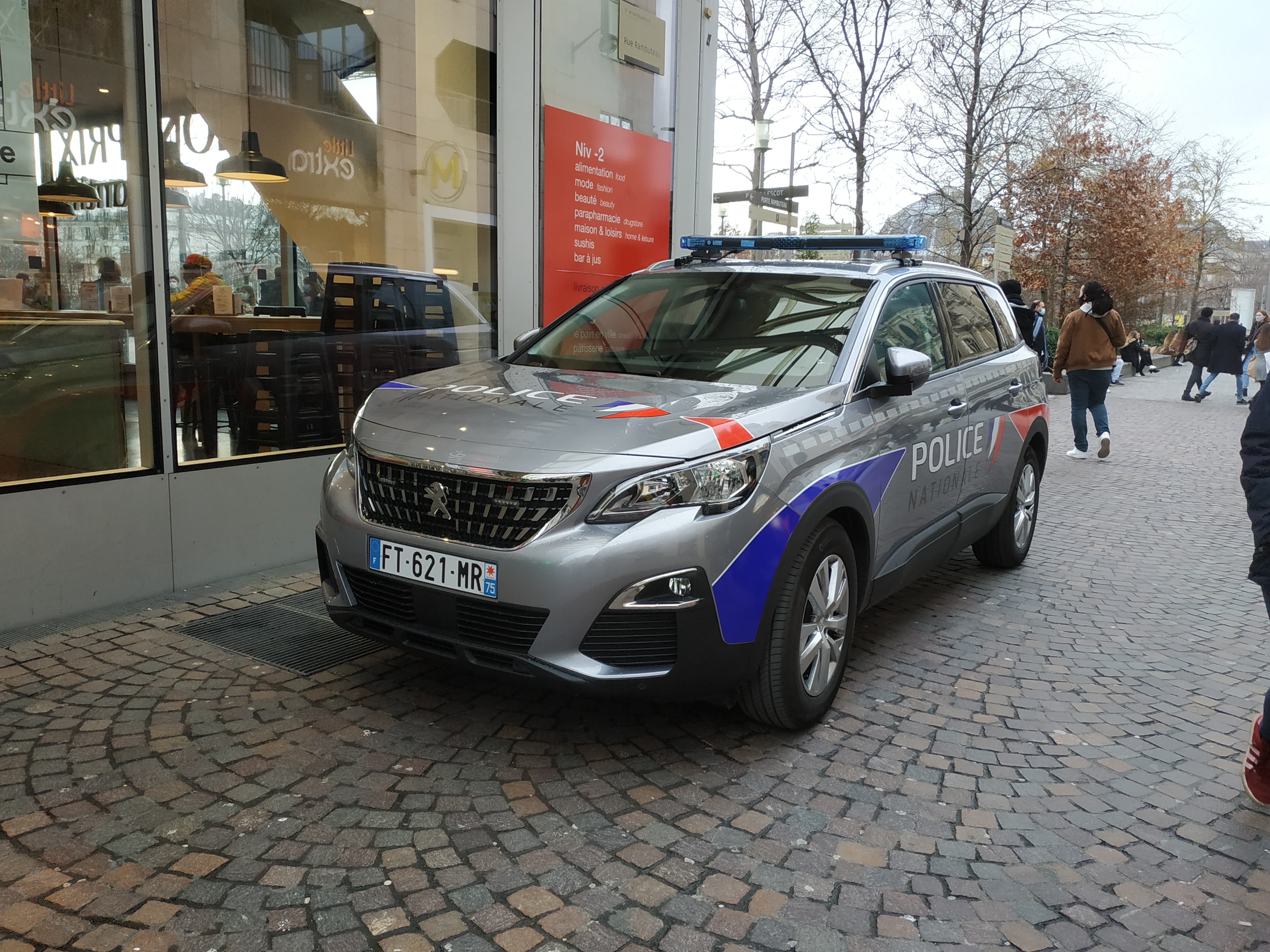
Nouvelle sérigraphie et identité visuelle de la Police nationale, appliquée à partir de fin 2020 sur les nouveaux Peugeot 5008.
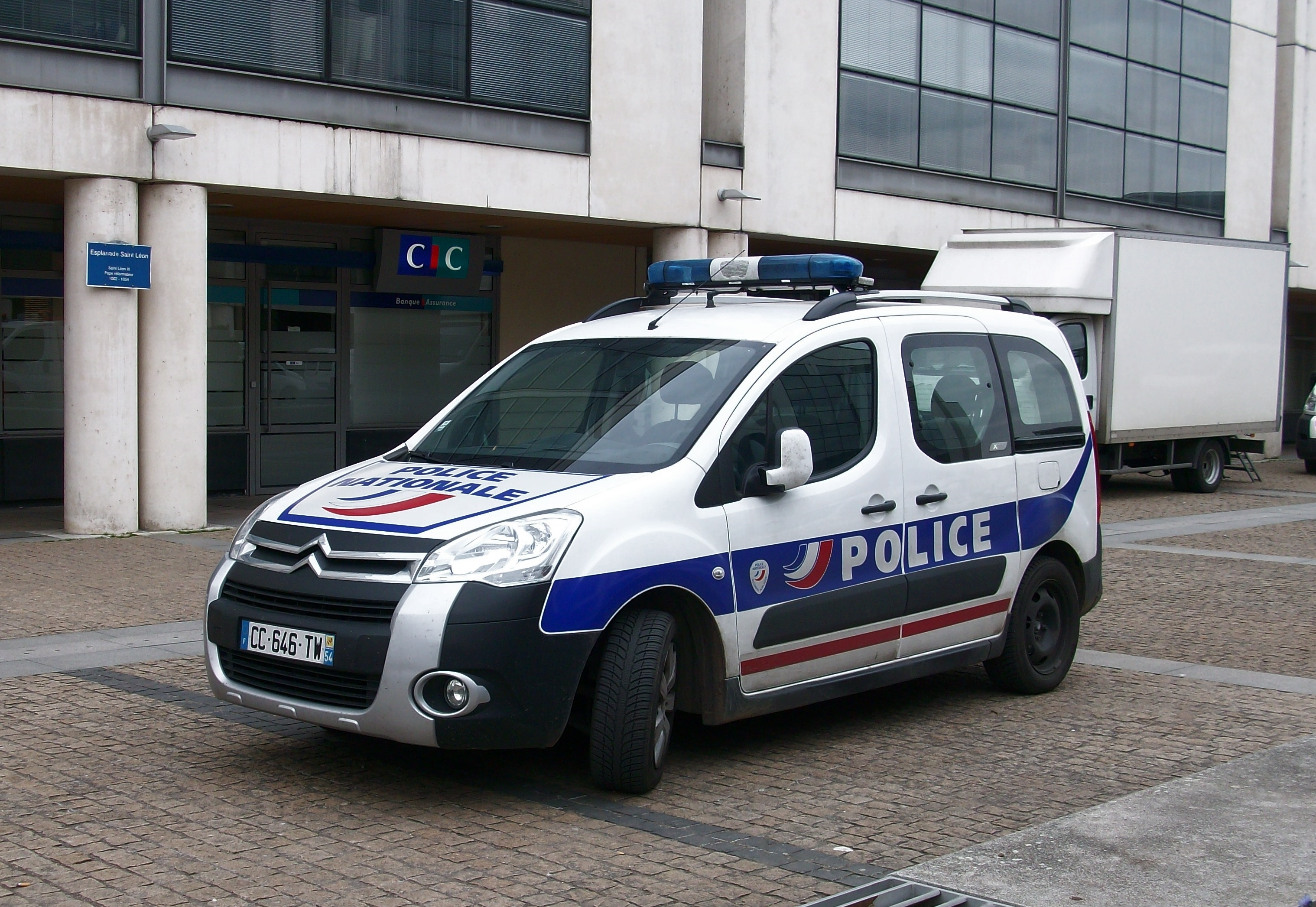
Citroën Berlingo II.
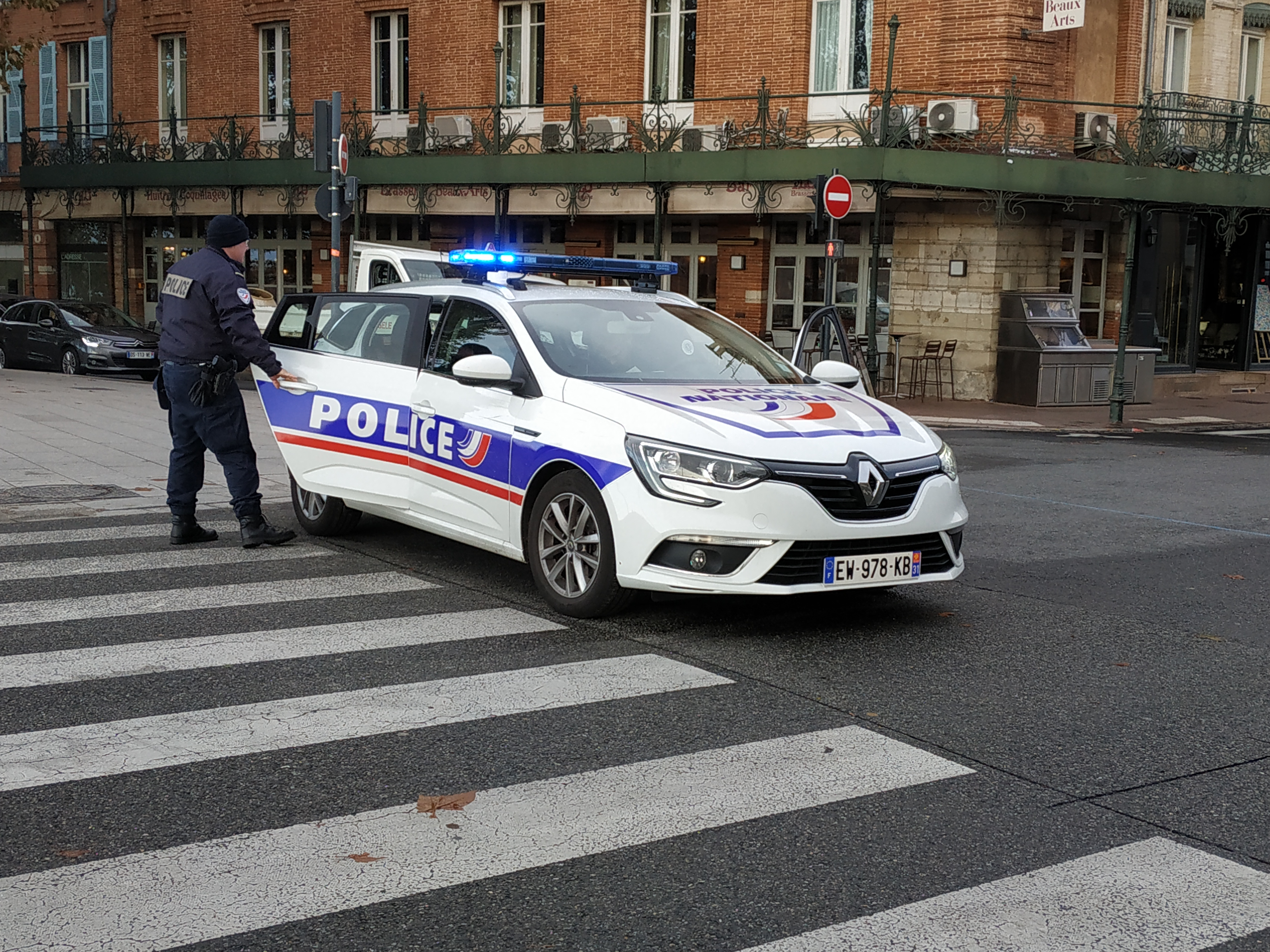
Renault Mégane IV Estate.
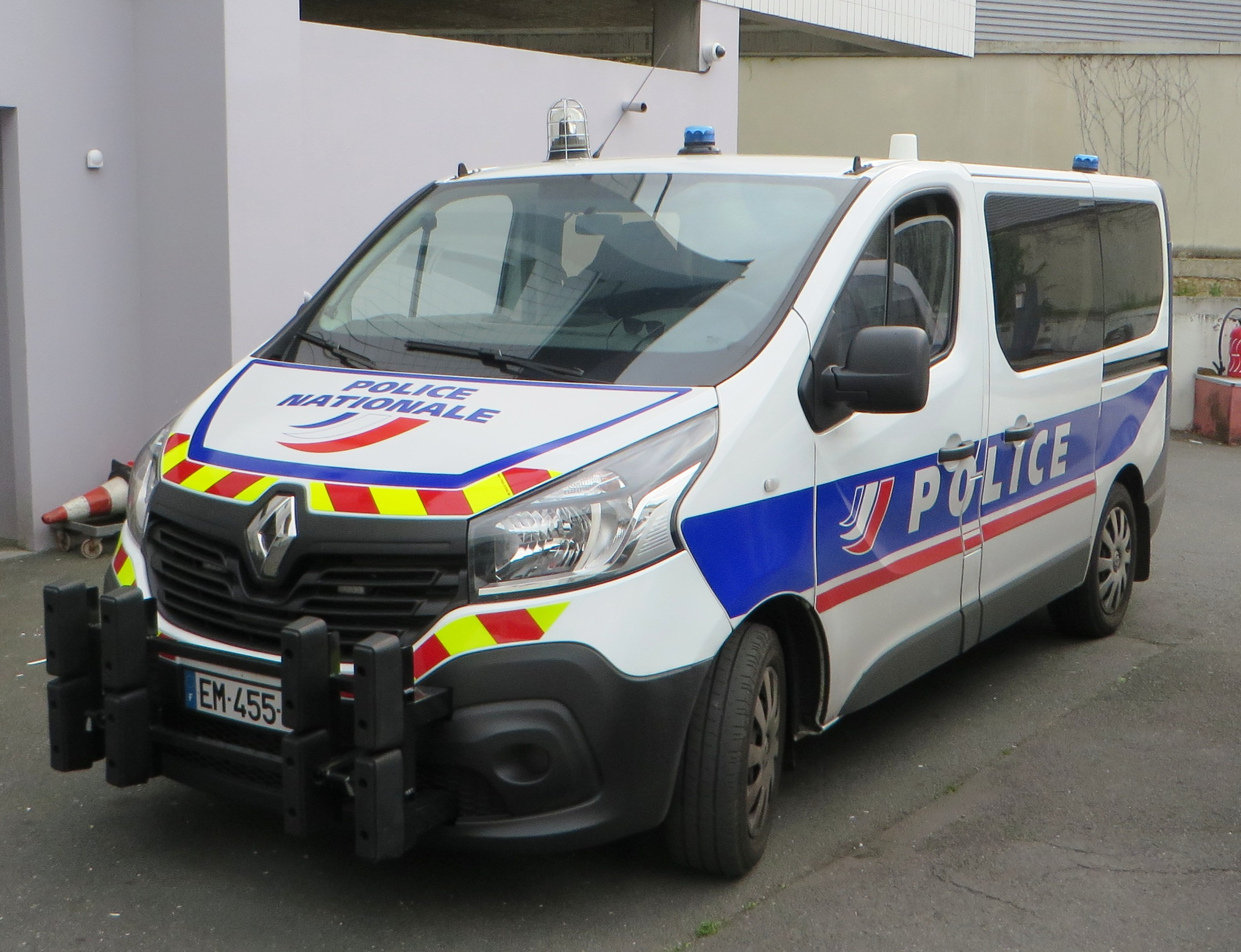
Renault Trafic III.
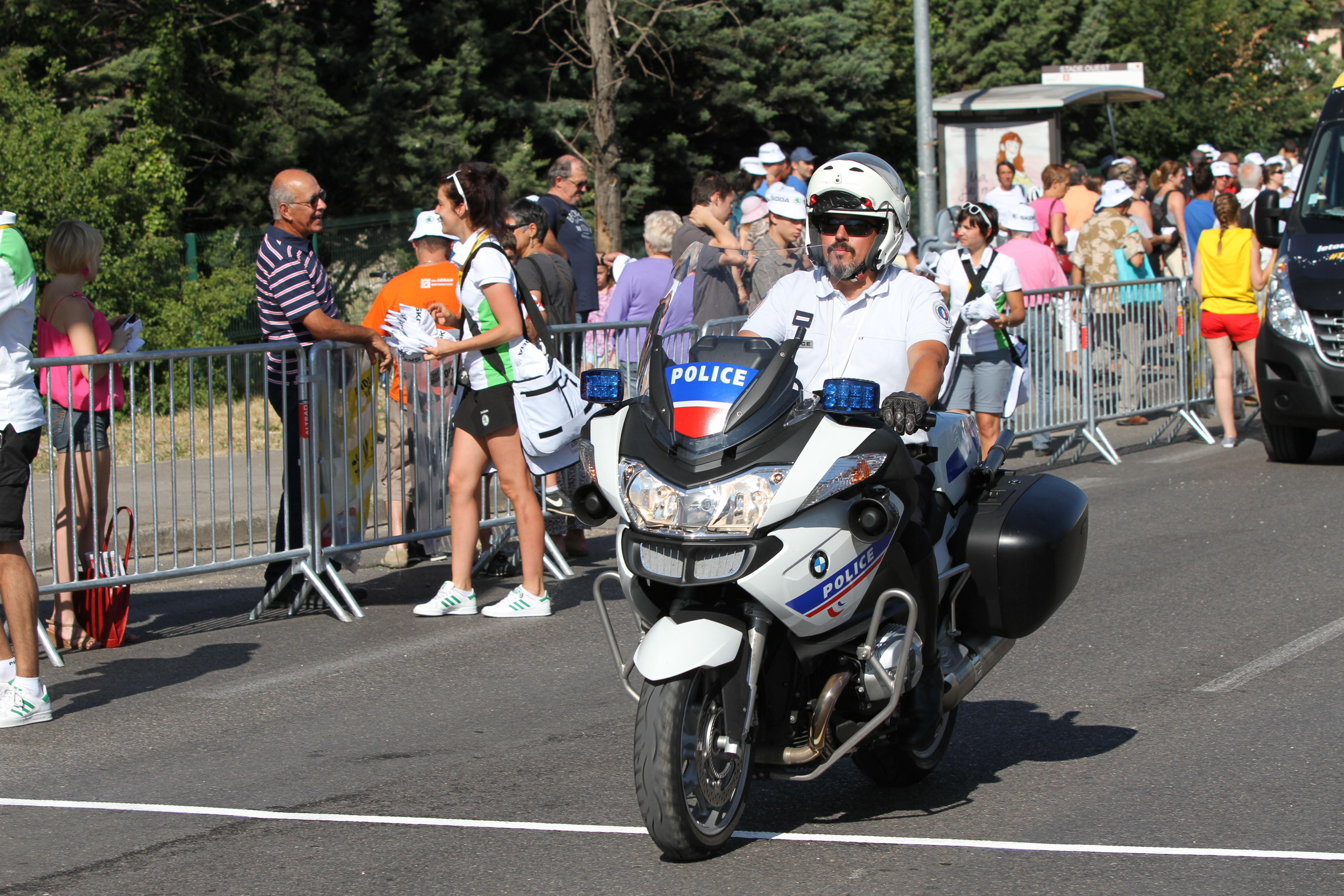
BMW R1200RT[N 17].

### Tenue

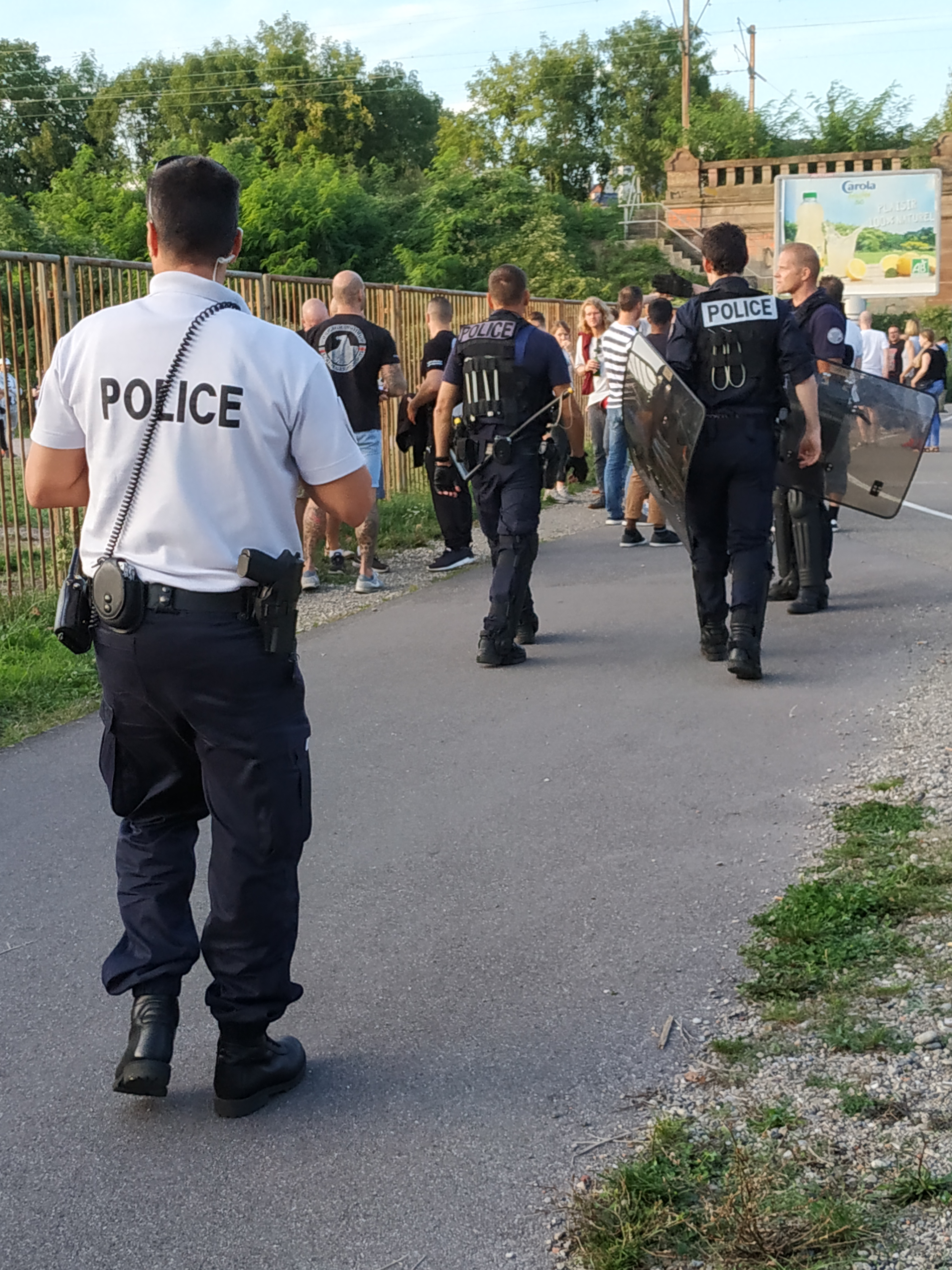
Policier en tenue classique ainsi que des policiers CSI en tenue de maintien de l'ordre.

La tenue de service général (SG) actuelle a été adoptée en 2006 en remplacement de l'ancienne tenue qui datait du milieu des années 1980.
Elle comporte une paire de rangers, un pantalon de type treillis bleu (en version été et hiver), un polo bleu glacier (manches courtes ou manches longues), un pull bleu avec une bande horizontale blanche, une veste mi-saison bleue, un blouson chaud bleu, un k-way bleu et une casquette souple bleue siglée POLICE. La tenue comporte en outre des gants de service général et des équipements hiver : tour de cou et bonnet polaire siglé POLICE. La tenue sera modifiée en 2022 avec l'adoption d'un nouveau polo bleu et le remplacement de la casquette souple par le calot.
Il existe différents modèles de gilets pare-balle en dotation (housses noires ou bleues) qui peuvent se porter soit en port dissimulé soit en port apparent.
La tenue d'honneur comporte un pantalon bleu (coupe droite) ou une jupe bleue, une chemise blanche, cravate noire et casquette rigide avec couvre-casquette blanc. La veste mi-saison ou le blouson chaud peuvent être portés avec la tenue d'honneur. Les membres du corps de conception et de direction et ceux du corps de commandement portent une vareuse. Les boutons portés sur les couvre-chefs et la vareuse sont blancs pour les membres du corps de conception et de direction et pour ceux du corps de commandement et ils sont argent pour les autres.
Il existe également d'autres tenues plus spécifiques pour certaines unités : combinaison (notamment pour les BAC / CDI / CSI et les maîtres-chien), tenue de maintien de l'ordre (notamment pour les CRS / CI / BTC et la police ferroviaire), tenue motocycliste, tenue de circulation, etc.

## Les différentes qualifications judiciaires
En application du Code de procédure pénale, la police judiciaire s'exerce sous la direction du procureur de la République, la surveillance du procureur général et le contrôle de la chambre de l'instruction. Lorsqu'un juge d'instruction est saisi, les policiers conduisent leurs investigations sous son autorité, sur commission rogatoire.
Chaque personnel actif de la Police nationale obtient à l'issue de sa scolarité une qualification judiciaire en fonction de son grade :
- agent de police judiciaire adjoint à l'article 21/1°ter du Code de procédure pénale pour les policiers adjoints[97] ainsi que pour les réservistes qui ne sont pas d'anciens policiers ;
- agent de police judiciaire adjoint à l'article 21/1° du Code de procédure pénale pour les fonctionnaires membres du corps d'encadrement et d'application ne remplissant pas les conditions fixées par l'article 20 ;
- agent de police judiciaire à l'article 20-1 du Code de procédure pénale pour les réservistes anciens policiers (sous certaines conditions) ;
- agent de police judiciaire à l'article 20 du Code de procédure pénale pour les membres du corps d'encadrement et d'application[98] ;
- officier de police judiciaire à l'article 16 du Code de procédure pénale pour certains membres du corps d'encadrement et d'application ayant réussi l'examen de qualification OPJ, les officiers de police ainsi que les commissaires de police[99].

Il convient de noter que des commissaires de police, de même que certains officiers supérieurs de police, représentent également le parquet dans les procédures contraventionnelles (pour les contravention de la première à la quatrième classe), en tant qu'officier du ministère public (OMP), sous l'autorité du procureur de la République. À ce titre, ils sont donc amenés à exercer des fonctions de magistrat de l'ordre judiciaire.
Des formations internes permettent d'acquérir, par la suite, une qualification judiciaire supérieure. C'est ainsi que les gardiens de la paix et les gradés du corps d'encadrement et d'application peuvent devenir officiers de police judiciaire en cas de succès à l'examen de qualification OPJ.
Il faut de plus distinguer la qualification judiciaire de l'habilitation à l'exercer, la première étant accordée par une commission après réussite à un examen et confirmée par arrêté du ministre de l'Intérieur et du ministre de la Justice, et la seconde accordée par le procureur général près la cour d'appel et uniquement si le fonctionnaire travaille dans un service judiciaire (DCPJ, commissariats…), pouvant être temporairement retirée, notamment en cas de mutation dans un service ne nécessitant pas cette qualification.

## Blessés et morts en service dans la Police nationale
En France, il n'existe aucune archive officielle, ni aucun répertoire commun concernant le nombre de policiers/gendarmes/douaniers décédés en service.
En revanche, le nombre de blessés est comptabilisé.
Un site internet, tenu actuellement par un policier, recense une liste non officielle et non exhaustive du nombre de policiers (Police nationale et Police municipale) décédés en service à travers l'histoire.
D'après les données du ministère de l’intérieur communiquées en 2021, le nombre de policiers morts en service est en nette baisse depuis les années 1980. En effet, 36 policiers sont morts en mission dans les années 2010, contre 88 dans les années 1980.

### Victimes du devoir
Une victime du devoir est une distinction honorifique française attribuée par décret du président de la République, parue au Journal officiel à un membre de la fonction publique ou assimilé ayant trouvé la mort dans l'exercice de ses fonctions,.

## Récompenses

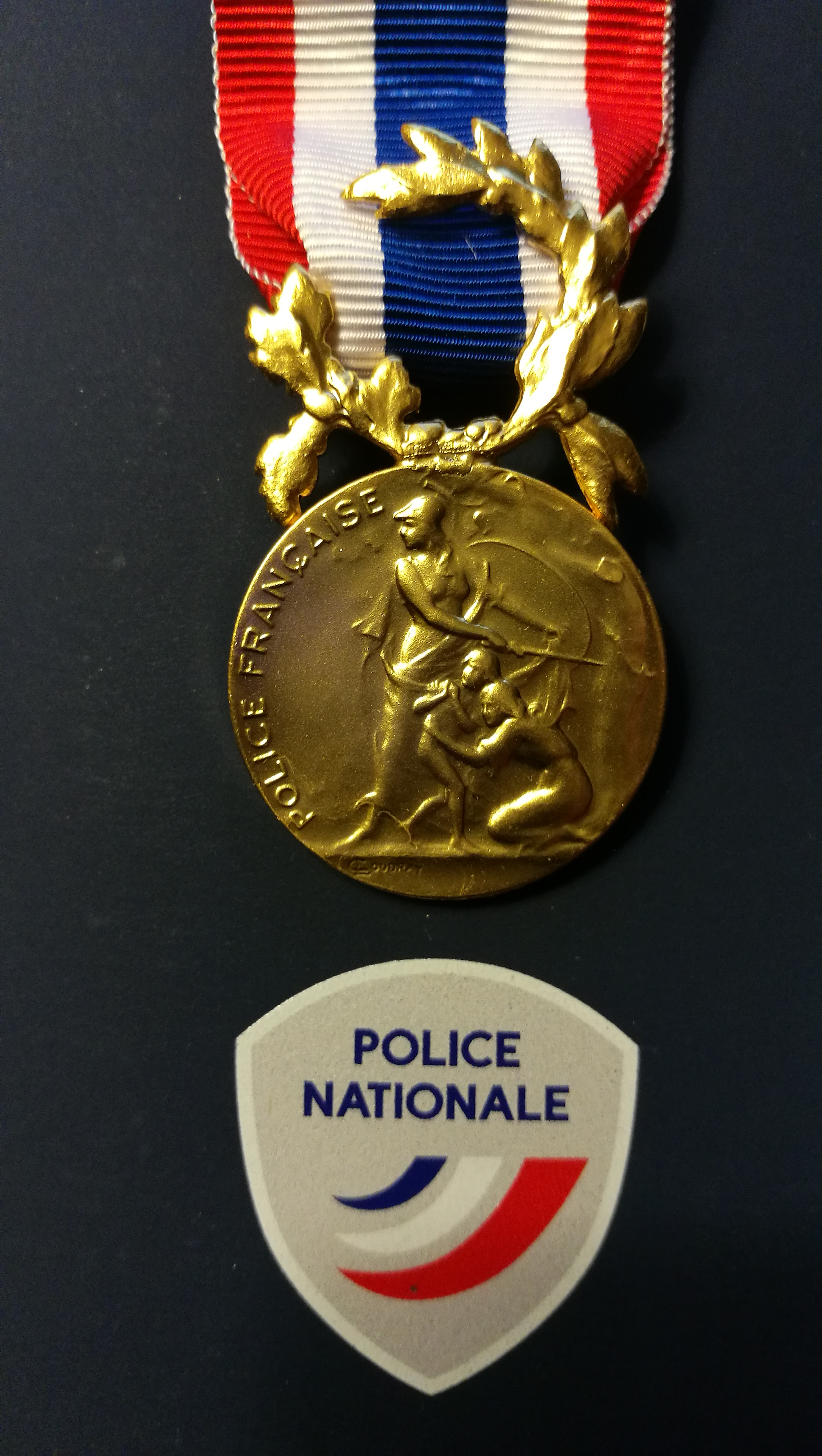
La médaille d'honneur de la Police nationale (échelon or, avers).
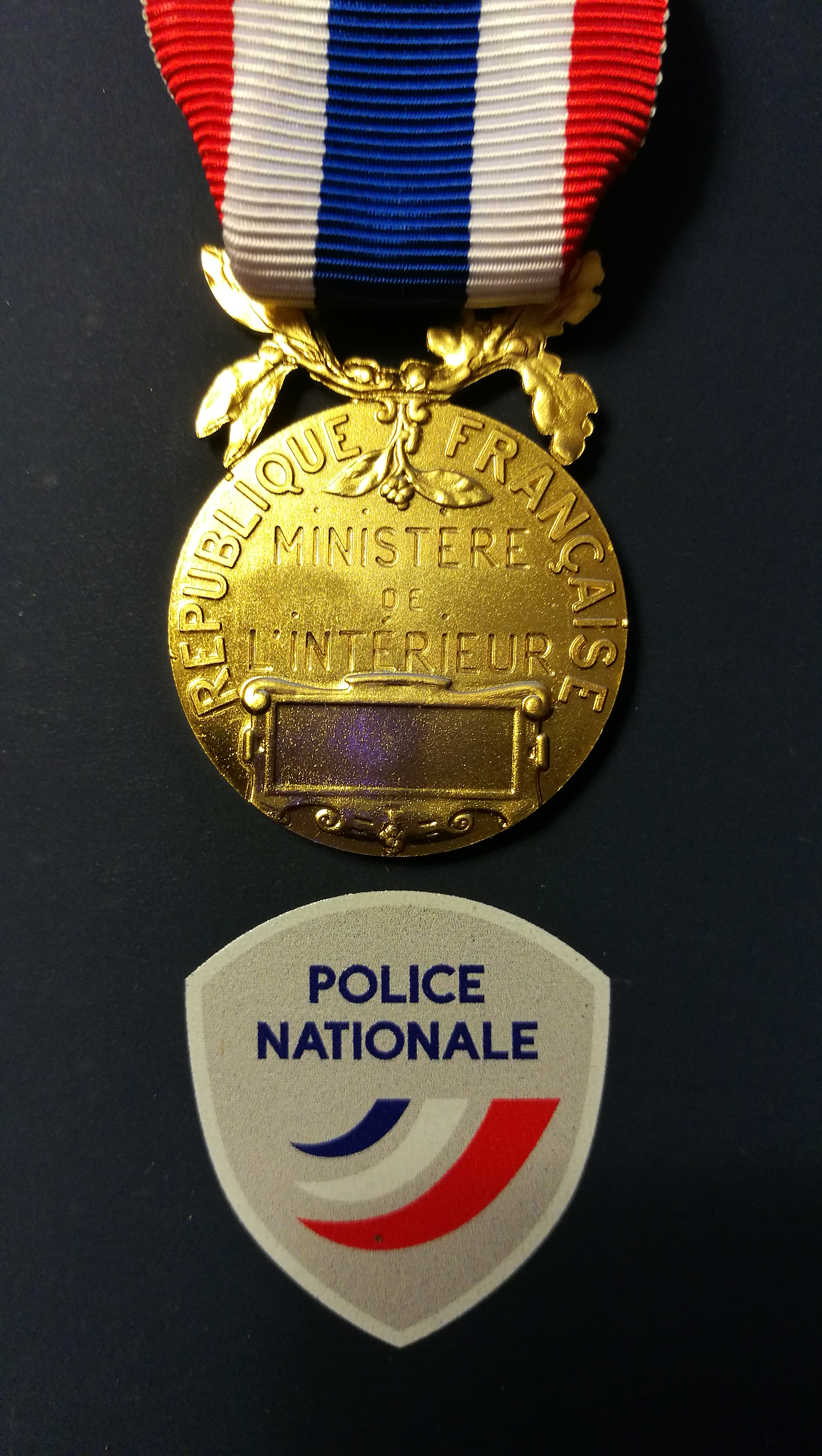
La médaille d'honneur de la Police nationale (échelon or, revers).

## Identité visuelle

(Début logo -2014).
(2014-2020).
(Depuis 2020).